# WTA Tour 2014
WTA Tour 2014 představoval 44. ročník nejvyšší úrovně ženského profesionálního tenisu, hraný v roce 2014. Sezóna trvala od 30. prosince 2013 do 9. listopadu 2014. Zahrnovala 58 turnajů, až na výjimky, organizované Ženskou tenisovou asociací (WTA).
Do okruhu WTA Tour se řadil Grand Slam – pořádaný Mezinárodní tenisovou federací (ITF), kategorie WTA Premier, WTA International, dále pak závěrečné turnaje sezóny Garanti Koza Tournament of Champions a Turnaj mistryň, stejně jako týmové soutěže organizované ITF – Fed Cup a Hopmanův pohár, z něhož nebyly tenistkám přiděleny body.
Jako světová jednička ve dvouhře vstoupila do sezóny Američanka Serena Williamsová a po celý rok neopustila čelo žebříčku. Počtvrté v kariéře zakončila sezónu na čele světové klasifikace. Američanka také ovládla hlavní statistiky, když vyhrála nejvyšší počet sedmi singlových turnajů, udržela finálovou neporazitelnost a na odměnách získala nejvyšší částku 9 317 298 amerických dolarů. Světové klasifikaci čtyřhry v úvodu vévodily Italky Sara Erraniová a Roberta Vinciová, které sezónu na prvním místě také zakončily. Mezi únorem až červencem je ve vedení vystřídaly Číňanka Pcheng Šuaj a Tchajwanka Sie Šu-wej.
Mužskou obdobu ženského okruhu představoval ATP World Tour 2014 a střední úroveň ženského tenisu pak okruh WTA 125K 2014.

## Chronologický přehled turnajů
Legenda
Tabulky měsíců uvádí vítězky a finalistky dvouhry i čtyřhry a dále pak semifinalistky a čtvrtfinalistky dvouhry. Zápis –D/–Q/–Č/–X uvádí počet hráček dvouhry/hráček kvalifikace dvouhry/párů čtyřhry/párů mixu, (ZS) – základní skupina.
| Grand Slam                        |
| Závěrečný turnaj sezóny           |
| WTA Premier Mandatory tournaments |
| WTA Premier 5 tournaments         |
| WTA Premier tournaments           |
| WTA International tournaments     |
| Týmové soutěže                    |

### Leden
| Týden od            | Turnaj                                                                                            | Vítězky                                                       | Finalistky                                  | Semifinalistky                                   | Čtvrtfinalistky                                                                             |
| ------------------- | ------------------------------------------------------------------------------------------------- | ------------------------------------------------------------- | ------------------------------------------- | ------------------------------------------------ | ------------------------------------------------------------------------------------------- |
| 30. prosince        | Hyundai Hopman Cup Perth, Austrálie Týmová soutěž 1 000 000 A$ – tvrdý (h) – 8 týmů (ZS)          | Francie 2–1                                                   | Polsko                                      | Skupina A Kanada Itálie Austrálie                | Skupina B Česko Spojené státy Španělsko                                                     |
| 30. prosince        | Brisbane International Brisbane, Austrálie WTA Premier 1 000 000 $ – tvrdý – 30D/32Q/16Č          | Serena Williamsová 6–4, 7–5                                   | Viktoria Azarenková                         | Maria Šarapovová Jelena Jankovićová              | Dominika Cibulková Kaia Kanepiová Angelique Kerberová Stefanie Vögeleová                    |
| 30. prosince        | Brisbane International Brisbane, Austrálie WTA Premier 1 000 000 $ – tvrdý – 30D/32Q/16Č          | Alla Kudrjavcevová Anastasia Rodionovová 6–3, 6–1             | Kristina Mladenovicová Galina Voskobojevová | Maria Šarapovová Jelena Jankovićová              | Dominika Cibulková Kaia Kanepiová Angelique Kerberová Stefanie Vögeleová                    |
| 30. prosince        | ASB Classic Auckland, Nový Zéland WTA International 250 000 $ – tvrdý – 32D/30Q/16Č               | Ana Ivanovićová 6–2, 5–7, 6–4                                 | Venus Williamsová                           | Jamie Hamptonová Kirsten Flipkensová             | Lauren Davisová Garbiñe Muguruzaová Sačie Išizuová Kurumi Narová                            |
| 30. prosince        | ASB Classic Auckland, Nový Zéland WTA International 250 000 $ – tvrdý – 32D/30Q/16Č               | Sharon Fichmanová Maria Sanchezová 2–6, 6–0, [10–4]           | Lucie Hradecká Michaëlla Krajiceková        | Jamie Hamptonová Kirsten Flipkensová             | Lauren Davisová Garbiñe Muguruzaová Sačie Išizuová Kurumi Narová                            |
| 30. prosince        | Shenzhen Gemdale Open Šen-čen, Čína WTA International 500 000 $ – tvrdý – 32D/16Q/16Č             | Li Na 6–4, 7–5                                                | Pcheng Šuaj                                 | Annika Becková Vania Kingová                     | Monica Niculescuová Patricia Mayrová-Achleitnerová Jana Čepelová Barbora Záhlavová-Strýcová |
| 30. prosince        | Shenzhen Gemdale Open Šen-čen, Čína WTA International 500 000 $ – tvrdý – 32D/16Q/16Č             | Monica Niculescuová Klára Zakopalová 6–3, 6–4                 | Ljudmyla Kičenoková Nadija Kičenoková       | Annika Becková Vania Kingová                     | Monica Niculescuová Patricia Mayrová-Achleitnerová Jana Čepelová Barbora Záhlavová-Strýcová |
| 6. ledna            | Apia International Sydney Sydney, Austrálie WTA Premier 710 000 $ – tvrdý – 30D/48Q/16Č           | Cvetana Pironkovová 6–4, 6–4                                  | Angelique Kerberová                         | Madison Keysová Petra Kvitová                    | Bethanie Matteková-Sandsová Carla Suárezová Navarrová Sara Erraniová Lucie Šafářová         |
| 6. ledna            | Apia International Sydney Sydney, Austrálie WTA Premier 710 000 $ – tvrdý – 30D/48Q/16Č           | Tímea Babosová Lucie Šafářová 7–5, 3–6, [10–7]                | Sara Erraniová Roberta Vinciová             | Madison Keysová Petra Kvitová                    | Bethanie Matteková-Sandsová Carla Suárezová Navarrová Sara Erraniová Lucie Šafářová         |
| 6. ledna            | Moorilla Hobart International Hobart, Austrálie WTA International 250 000 $ – tvrdý – 32D/32Q/16Č | Garbiñe Muguruzaová 6–4, 6–0                                  | Klára Zakopalová                            | Samantha Stosurová Estrella Cabezaová Candelaová | Bojana Jovanovská Alison Riskeová Monica Niculescuová Kirsten Flipkensová                   |
| 6. ledna            | Moorilla Hobart International Hobart, Austrálie WTA International 250 000 $ – tvrdý – 32D/32Q/16Č | Monica Niculescuová Klára Zakopalová 6–2, 6–7(5–7), [10–8]    | Lisa Raymondová Čang Šuaj                   | Samantha Stosurová Estrella Cabezaová Candelaová | Bojana Jovanovská Alison Riskeová Monica Niculescuová Kirsten Flipkensová                   |
| 13. ledna 20. ledna | Australian Open Melbourne, Austrálie Grand Slam 12 122 762 AU$ – tvrdý 128D/96Q/64Č/32X           | Li Na 7–6(7–3), 6–0                                           | Dominika Cibulková                          | Eugenie Bouchardová Agnieszka Radwańská          | Ana Ivanovićová Flavia Pennettaová Simona Halepová Viktoria Azarenková                      |
| 13. ledna 20. ledna | Australian Open Melbourne, Austrálie Grand Slam 12 122 762 AU$ – tvrdý 128D/96Q/64Č/32X           | Sara Erraniová Roberta Vinciová 6–4, 3–6, 7–5                 | Jekatěrina Makarovová Jelena Vesninová      | Eugenie Bouchardová Agnieszka Radwańská          | Ana Ivanovićová Flavia Pennettaová Simona Halepová Viktoria Azarenková                      |
| 13. ledna 20. ledna | Australian Open Melbourne, Austrálie Grand Slam 12 122 762 AU$ – tvrdý 128D/96Q/64Č/32X           | Kristina Mladenovicová Daniel Nestor 6–3, 6–2                 | Sania Mirzaová Horia Tecău                  | Eugenie Bouchardová Agnieszka Radwańská          | Ana Ivanovićová Flavia Pennettaová Simona Halepová Viktoria Azarenková                      |
| 27. ledna           | Open GDF Suez Paříž, Francie WTA Premier 710 000 $ – tvrdý (h) – 30D/32Q/16Č                      | Anastasija Pavljučenkovová 3–6, 6–2, 6–3                      | Sara Erraniová                              | Maria Šarapovová Alizé Cornetová                 | Kirsten Flipkensová Angelique Kerberová Elina Svitolinová Andrea Petkovicová                |
| 27. ledna           | Open GDF Suez Paříž, Francie WTA Premier 710 000 $ – tvrdý (h) – 30D/32Q/16Č                      | Anna-Lena Grönefeldová Květa Peschkeová 6–7(7–9), 6–4, [10–5] | Tímea Babosová Kristina Mladenovicová       | Maria Šarapovová Alizé Cornetová                 | Kirsten Flipkensová Angelique Kerberová Elina Svitolinová Andrea Petkovicová                |
| 27. ledna           | PTT Pattaya Open Pattaya, Thajsko WTA International 250 000 $ – tvrdý – 32D/16Q/16Č               | Jekatěrina Makarovová 6–3, 7–6(9–7)                           | Karolína Plíšková                           | Andrea Hlaváčková Julia Görgesová                | Pcheng Šuaj Kimiko Dateová Sorana Cîrsteaová Jelena Vesninová                               |
| 27. ledna           | PTT Pattaya Open Pattaya, Thajsko WTA International 250 000 $ – tvrdý – 32D/16Q/16Č               | Pcheng Šuaj Čang Šuaj 3–6, 7–6(7–5), [10–6]                   | Alla Kudrjavcevová Anastasia Rodionovová    | Andrea Hlaváčková Julia Görgesová                | Pcheng Šuaj Kimiko Dateová Sorana Cîrsteaová Jelena Vesninová                               |

### Únor
| Týden od  | Turnaj | Vítězky                                                           | Finalistky                                        | Semifinalistky                                | Čtvrtfinalistky                                                                         |
| --------- | --- | ----------------------------------------------------------------- | ------------------------------------------------- | --------------------------------------------- | --------------------------------------------------------------------------------------- |
| 3. února  | Fed Cup, čtvrtfinále Cleveland, Spojené státy – tvrdý (h) Sevilla, Španělsko – antuka Bratislava, Slovensko – tvrdý (h) Hobart, Austrálie – tvrdý | Vítězky                                                           | Poražené                                          |                                               |                                                                                         |
| 3. února  | Fed Cup, čtvrtfinále Cleveland, Spojené státy – tvrdý (h) Sevilla, Španělsko – antuka Bratislava, Slovensko – tvrdý (h) Hobart, Austrálie – tvrdý | Itálie 3–1 Česko 3–2 Německo 3–1 Austrálie 4–0                    | Spojené státy Španělsko Slovensko Rusko           |                                               |                                                                                         |
| 10. února | Qatar Ladies Open Dauhá, Katar WTA Premier 5 $2 369 000 – tvrdý – 56D/32Q/16Č                                                                     | Simona Halepová 6–2, 6–3                                          | Angelique Kerberová                               | Jelena Jankovićová Agnieszka Radwańská        | Petra Cetkovská Petra Kvitová Sara Erraniová Yanina Wickmayerová                        |
| 10. února | Qatar Ladies Open Dauhá, Katar WTA Premier 5 $2 369 000 – tvrdý – 56D/32Q/16Č                                                                     | Sie Šu-wej Pcheng Šuaj 6–4, 6–0                                   | Květa Peschkeová Katarina Srebotniková            | Jelena Jankovićová Agnieszka Radwańská        | Petra Cetkovská Petra Kvitová Sara Erraniová Yanina Wickmayerová                        |
| 17. února | Dubai Tennis Championships Dubaj, Spojené arabské emiráty WTA Premier $2 000 000 – tvrdý – 28D/32Q/16Č                                            | Venus Williamsová 6–3, 6–0                                        | Alizé Cornetová                                   | Serena Williamsová Caroline Wozniacká         | Jelena Jankovićová Carla Suárezová Navarrová Sorana Cîrsteaová Flavia Pennettaová       |
| 17. února | Dubai Tennis Championships Dubaj, Spojené arabské emiráty WTA Premier $2 000 000 – tvrdý – 28D/32Q/16Č                                            | Alla Kudrjavcevová Anastasia Rodionovová 6–2, 5–7, [10–8]         | Raquel Kopsová-Jonesová Abigail Spearsová         | Serena Williamsová Caroline Wozniacká         | Jelena Jankovićová Carla Suárezová Navarrová Sorana Cîrsteaová Flavia Pennettaová       |
| 17. února | Rio Open Rio de Janeiro, Brazílie WTA International $250 000 – antuka – 32D/24Q/16Č                                                               | Kurumi Narová 6–1, 4–6, 6–1                                       | Klára Zakopalová                                  | Teliana Pereirová Nastassja Burnettová        | Katarzyna Piterová Irina-Camelia Beguová Paula Ormaecheaová Lourdes Domínguezová Linová |
| 17. února | Rio Open Rio de Janeiro, Brazílie WTA International $250 000 – antuka – 32D/24Q/16Č                                                               | Irina-Camelia Beguová María Irigoyenová 6–2, 6–0                  | Johanna Larssonová Chanelle Scheepersová          | Teliana Pereirová Nastassja Burnettová        | Katarzyna Piterová Irina-Camelia Beguová Paula Ormaecheaová Lourdes Domínguezová Linová |
| 24. února | Abierto Mexicano TELCEL Acapulco, Mexiko WTA International $250 000 – tvrdý – 32D/32Q/16Č                                                         | Dominika Cibulková 7–6(7–3), 4–6, 6–4                             | Christina McHaleová                               | Čang Šuaj Caroline Garciaová                  | Marina Erakovicová Ajla Tomljanovićová Kaia Kanepiová Eugenie Bouchardová               |
| 24. února | Abierto Mexicano TELCEL Acapulco, Mexiko WTA International $250 000 – tvrdý – 32D/32Q/16Č                                                         | Kristina Mladenovicová Galina Voskobojevová 6–3, 2–6, [10–5]      | Petra Cetkovská Iveta Melzerová                   | Čang Šuaj Caroline Garciaová                  | Marina Erakovicová Ajla Tomljanovićová Kaia Kanepiová Eugenie Bouchardová               |
| 24. února | Brasil Tennis Cup Florianópolis, Brazílie WTA International $250 000 – tvrdý – 32D/24Q/16Č                                                        | Klára Zakopalová 4–6, 7–5, 6–0                                    | Garbiñe Muguruzaová                               | Carla Suárezová Navarrová Jaroslava Švedovová | Monica Niculescuová Alexandra Dulgheruová Alexandra Cadanțuová Alison Van Uytvancková   |
| 24. února | Brasil Tennis Cup Florianópolis, Brazílie WTA International $250 000 – tvrdý – 32D/24Q/16Č                                                        | Anabel Medina Garrigues Jaroslava Švedovová 7–6(7–1), 2–6, [10–3] | Francesca Schiavoneová Sílvia Solerová Espinosová | Carla Suárezová Navarrová Jaroslava Švedovová | Monica Niculescuová Alexandra Dulgheruová Alexandra Cadanțuová Alison Van Uytvancková   |

### Březen
| Týden od              | Turnaj                                                                                              | Vítězky                                                        | Finalistky                             | Semifinalistky                        | Čtvrtfinalistky                                                            |
| --------------------- | --------------------------------------------------------------------------------------------------- | -------------------------------------------------------------- | -------------------------------------- | ------------------------------------- | -------------------------------------------------------------------------- |
| 3. března 10. března  | BNP Paribas Open Indian Wells, Spojené státy WTA Premier Mandatory $5 185 625 – tvrdý – 96D/48Q/32Č | Flavia Pennettaová 6–2, 6–1                                    | Agnieszka Radwańská                    | Li Na Simona Halepová                 | Dominika Cibulková Sloane Stephensová Casey Dellacquová Jelena Jankovićová |
| 3. března 10. března  | BNP Paribas Open Indian Wells, Spojené státy WTA Premier Mandatory $5 185 625 – tvrdý – 96D/48Q/32Č | Sie Šu-wej Pcheng Šuaj 7–6(7–5), 6–2                           | Cara Blacková Sania Mirzaová           | Li Na Simona Halepová                 | Dominika Cibulková Sloane Stephensová Casey Dellacquová Jelena Jankovićová |
| 17. března 24. března | Sony Open Tennis Miami, Spojené státy WTA Premier Mandatory $5 185 625 – tvrdý – 96D/48Q/32Č        | Serena Williamsová 7–5, 6–1                                    | Li Na                                  | Maria Šarapovová Dominika Cibulková   | Angelique Kerberová Petra Kvitová Agnieszka Radwańská Caroline Wozniacká   |
| 17. března 24. března | Sony Open Tennis Miami, Spojené státy WTA Premier Mandatory $5 185 625 – tvrdý – 96D/48Q/32Č        | Martina Hingisová Sabine Lisická 4–6, 6–4, [10–5]              | Jekatěrina Makarovová Jelena Vesninová | Maria Šarapovová Dominika Cibulková   | Angelique Kerberová Petra Kvitová Agnieszka Radwańská Caroline Wozniacká   |
| 31. března            | Family Circle Cup Charleston, Spojené státy WTA Premier $795 707 – zelená antuka – 56D/32Q/16Č      | Andrea Petkovicová 7–5, 6–2                                    | Jana Čepelová                          | Belinda Bencicová Eugenie Bouchardová | Daniela Hantuchová Sara Erraniová Lucie Šafářová Jelena Jankovićová        |
| 31. března            | Family Circle Cup Charleston, Spojené státy WTA Premier $795 707 – zelená antuka – 56D/32Q/16Č      | Anabel Medina Garrigues Jaroslava Švedovová 7–6(7–4), 6–2      | Čan Chao-čching Čan Jung-žan           | Belinda Bencicová Eugenie Bouchardová | Daniela Hantuchová Sara Erraniová Lucie Šafářová Jelena Jankovićová        |
| 31. března            | Monterrey Open Monterrey, Mexiko WTA International $500 000 – tvrdý – 32D/32Q/16Č                   | Ana Ivanovićová 6–2, 6–1                                       | Jovana Jakšićová                       | Kimiko Dateová Caroline Wozniacká     | Mónica Puigová Julia Boserupová Karolína Plíšková Magdaléna Rybáriková     |
| 31. března            | Monterrey Open Monterrey, Mexiko WTA International $500 000 – tvrdý – 32D/32Q/16Č                   | Darija Juraková Megan Moultonová-Levyová 7–6(7–5), 3–6, [11–9] | Tímea Babosová Olga Govorcovová        | Kimiko Dateová Caroline Wozniacká     | Mónica Puigová Julia Boserupová Karolína Plíšková Magdaléna Rybáriková     |

### Duben
| Týden od  | Turnaj                                                                                          | Vítězky                                                | Finalistky                          | Semifinalistky                                | Čtvrtfinalistky                                                                        |
| --------- | ----------------------------------------------------------------------------------------------- | ------------------------------------------------------ | ----------------------------------- | --------------------------------------------- | -------------------------------------------------------------------------------------- |
| 7. dubna  | BNP Paribas Katowice Open Katovice, Polsko WTA International $250 000 – tvrdý (h) – 32D/32Q/16Č | Alizé Cornetová 7–6(7–3), 5–7, 7–5                     | Camila Giorgiová                    | Agnieszka Radwańská Carla Suárezová Navarrová | Yvonne Meusburgerová Klára Koukalová Magdaléna Rybáriková Šachar Pe'erová              |
| 7. dubna  | BNP Paribas Katowice Open Katovice, Polsko WTA International $250 000 – tvrdý (h) – 32D/32Q/16Č | Julia Bejgelzimerová Olga Savčuková 6–4, 5–7, [10–7]   | Klára Koukalová Monica Niculescuová | Agnieszka Radwańská Carla Suárezová Navarrová | Yvonne Meusburgerová Klára Koukalová Magdaléna Rybáriková Šachar Pe'erová              |
| 7. dubna  | Copa Colsanitas Bogotá, Kolumbie WTA International $250 000 – antuka – 32D/32Q/16Č              | Caroline Garciaová 6–3, 6–4                            | Jelena Jankovićová                  | Chanelle Scheepersová Vania Kingová           | Lara Arruabarrenová Lourdes Domínguez Lino Romina Oprandiová Mariana Duqueová Mariñová |
| 7. dubna  | Copa Colsanitas Bogotá, Kolumbie WTA International $250 000 – antuka – 32D/32Q/16Č              | Lara Arruabarrenová Caroline Garciaová 7–6(7–5), 6–4   | Vania Kingová Chanelle Scheepersová | Chanelle Scheepersová Vania Kingová           | Lara Arruabarrenová Lourdes Domínguez Lino Romina Oprandiová Mariana Duqueová Mariñová |
| 14. dubna | Fed Cup, semifinále Brisbane, Austrálie - (tvrdý) Ostrava, Česko - – tvrdý (h)                  | Vítězky Česko 4–0 Německo 3–1                          | Poražené Itálie Austrálie           |                                               |                                                                                        |
| 14. dubna | BMW Malaysian Open Kuala Lumpur, Malajsie WTA International $250 000 – tvrdý – 32D/24Q/16Č      | Donna Vekićová 5–7, 7–5, 7–6(7–4)                      | Dominika Cibulková                  | Karolína Plíšková Čang Šuaj                   | Zarina Dijasová Çağla Büyükakçay Patricia Mayr-Achleitner Magda Linetteová             |
| 14. dubna | BMW Malaysian Open Kuala Lumpur, Malajsie WTA International $250 000 – tvrdý – 32D/24Q/16Č      | Tímea Babosová Čan Chao-čching 6–3, 6–4                | Čan Jung-žan Čeng Saj-saj           | Karolína Plíšková Čang Šuaj                   | Zarina Dijasová Çağla Büyükakçay Patricia Mayr-Achleitner Magda Linetteová             |
| 21. dubna | Porsche Tennis Grand Prix Stuttgart, Německo WTA Premier $795 707 – antuka (h) – 28D/32Q/16Č    | Maria Šarapovová 3–6, 6–4, 6–1                         | Ana Ivanovićová                     | Sara Erraniová Jelena Jankovićová             | Agnieszka Radwańská Carla Suárezová Navarrová Alisa Klejbanovová Světlana Kuzněcovová  |
| 21. dubna | Porsche Tennis Grand Prix Stuttgart, Německo WTA Premier $795 707 – antuka (h) – 28D/32Q/16Č    | Sara Erraniová Roberta Vinciová 6–2, 6–3               | Cara Blacková Sania Mirzaová        | Sara Erraniová Jelena Jankovićová             | Agnieszka Radwańská Carla Suárezová Navarrová Alisa Klejbanovová Světlana Kuzněcovová  |
| 21. dubna | Marrakech Grand Prix Marrákeš, Maroko WTA International $250 000 – antuka – 32D/32Q/16Č         | María Teresa Torró Flor 6–3, 3–6, 6–3                  | Romina Oprandiová                   | Daniela Hantuchová Garbiñe Muguruzaová        | Pcheng Šuaj Yvonne Meusburgerová Polona Hercogová Šachar Pe'erová                      |
| 21. dubna | Marrakech Grand Prix Marrákeš, Maroko WTA International $250 000 – antuka – 32D/32Q/16Č         | Garbiñe Muguruzaová Romina Oprandiová 4–6, 6–2, [11–9] | Katarzyna Piterová Maryna Zanevská  | Daniela Hantuchová Garbiñe Muguruzaová        | Pcheng Šuaj Yvonne Meusburgerová Polona Hercogová Šachar Pe'erová                      |
| 28. dubna | Portugal Open Oeiras, Portugalsko WTA International $250 000 – antuka – 32D/32Q/16Č             | Carla Suárezová Navarrová 6–4, 3–6, 6–4                | Světlana Kuzněcovová                | Irina-Camelia Beguová Jelena Vesninová        | Polona Hercogová Timea Bacsinszká Roberta Vinciová Eugenie Bouchardová                 |
| 28. dubna | Portugal Open Oeiras, Portugalsko WTA International $250 000 – antuka – 32D/32Q/16Č             | Cara Blacková Sania Mirzaová 6–4, 6–3                  | Eva Hrdinová Valerija Solovjovová   | Irina-Camelia Beguová Jelena Vesninová        | Polona Hercogová Timea Bacsinszká Roberta Vinciová Eugenie Bouchardová                 |

### Květen
| Týden od             | Turnaj                                                                                            | Vítězky                                                   | Finalistky                                    | Semifinalistky                         | Čtvrtfinalistky                                                                   |
| -------------------- | ------------------------------------------------------------------------------------------------- | --------------------------------------------------------- | --------------------------------------------- | -------------------------------------- | --------------------------------------------------------------------------------- |
| 5. května            | Mutua Madrid Open Madrid, Španělsko WTA Premier Mandatory €4 033 254 – antuka – 64S/32Q/28Č       | Maria Šarapovová 1–6, 6–2, 6–3                            | Simona Halepová                               | Petra Kvitová Agnieszka Radwańská      | Serena Williamsová Ana Ivanovićová Caroline Garciaová Li Na                       |
| 5. května            | Mutua Madrid Open Madrid, Španělsko WTA Premier Mandatory €4 033 254 – antuka – 64S/32Q/28Č       | Sara Erraniová Roberta Vinciová 6–4, 6–3                  | Garbiñe Muguruzaová Carla Suárezová Navarrová | Petra Kvitová Agnieszka Radwańská      | Serena Williamsová Ana Ivanovićová Caroline Garciaová Li Na                       |
| 12. května           | Internazionali BNL d'Italia Řím, Itálie WTA Premier 5 $2 369 000 – antuka – 56D/32Q/28Č           | Serena Williamsová 6–3, 6–0                               | Sara Erraniová                                | Ana Ivanovićová Jelena Jankovićová     | Čang Šuaj Carla Suárezová Navarrová Agnieszka Radwańská Li Na                     |
| 12. května           | Internazionali BNL d'Italia Řím, Itálie WTA Premier 5 $2 369 000 – antuka – 56D/32Q/28Č           | Květa Peschkeová Katarina Srebotniková 4–0skreč           | Sara Erraniová Roberta Vinciová               | Ana Ivanovićová Jelena Jankovićová     | Čang Šuaj Carla Suárezová Navarrová Agnieszka Radwańská Li Na                     |
| 19. května           | Nürnberger Versicherungscup Norimberk, Německo WTA International $250 000 –antuka – 32D/32Q/16Č   | Eugenie Bouchardová 6–2, 4–6, 6–3                         | Karolína Plíšková                             | Elina Svitolinová Karin Knappová       | Angelique Kerberová Mona Barthelová Caroline Garciaová Jaroslava Švedovová        |
| 19. května           | Nürnberger Versicherungscup Norimberk, Německo WTA International $250 000 –antuka – 32D/32Q/16Č   | Michaëlla Krajiceková Karolína Plíšková 6–0, 4–6, [10–6]  | Ioana Raluca Olaruová Šachar Pe'erová         | Elina Svitolinová Karin Knappová       | Angelique Kerberová Mona Barthelová Caroline Garciaová Jaroslava Švedovová        |
| 19. května           | Internationaux de Strasbourg Štrasburk, Francie WTA International $250 000 – antuka – 32D/32Q/16Č | Mónica Puigová 6–4, 6–3                                   | Sílvia Solerová Espinosová                    | Madison Keysová Christina McHaleová    | Julia Görgesová Andrea Petkovicová Zarina Dijasová Camila Giorgiová               |
| 19. května           | Internationaux de Strasbourg Štrasburk, Francie WTA International $250 000 – antuka – 32D/32Q/16Č | Ashleigh Bartyová Casey Dellacquová 4–6, 7–5, [10–4]      | Tatiana Búová Daniela Seguelová               | Madison Keysová Christina McHaleová    | Julia Görgesová Andrea Petkovicová Zarina Dijasová Camila Giorgiová               |
| 26. května 2. června | French Open Paříž, Francie Grand Slam $11 315 740 – antuka 128D/96Q/64Č/32X                       | Maria Šarapovová 6–4, 6–7(5–7), 6–4                       | Simona Halepová                               | Eugenie Bouchardová Andrea Petkovicová | Garbiñe Muguruzaová Carla Suárezová Navarrová Světlana Kuzněcovová Sara Erraniová |
| 26. května 2. června | French Open Paříž, Francie Grand Slam $11 315 740 – antuka 128D/96Q/64Č/32X                       | Sie Šu-wej Pcheng Šuaj 6–4, 6–1                           | Sara Erraniová Roberta Vinciová               | Eugenie Bouchardová Andrea Petkovicová | Garbiñe Muguruzaová Carla Suárezová Navarrová Světlana Kuzněcovová Sara Erraniová |
| 26. května 2. června | French Open Paříž, Francie Grand Slam $11 315 740 – antuka 128D/96Q/64Č/32X                       | Anna-Lena Grönefeldová Jean-Julien Rojer 4–6, 6–2, [10–7] | Julia Görgesová Nenad Zimonjić                | Eugenie Bouchardová Andrea Petkovicová | Garbiñe Muguruzaová Carla Suárezová Navarrová Světlana Kuzněcovová Sara Erraniová |

### Červen
| Týden od              | Turnaj                                                                                      | Vítězky                                                         | Finalistky                                   | Semifinalistky                       | Čtvrtfinalistky                                                                     |
| --------------------- | ------------------------------------------------------------------------------------------- | --------------------------------------------------------------- | -------------------------------------------- | ------------------------------------ | ----------------------------------------------------------------------------------- |
| 9. června             | AEGON Classic Birmingham, Velká Británie WTA Premier $690 000 – tráva – 56D/32Q/16Č         | Ana Ivanovićová 6–3, 6–2                                        | Barbora Záhlavová-Strýcová                   | Čang Šuaj Casey Dellacquová          | Klára Koukalová Sloane Stephensová Kirsten Flipkensová Kimiko Dateová               |
| 9. června             | AEGON Classic Birmingham, Velká Británie WTA Premier $690 000 – tráva – 56D/32Q/16Č         | Raquel Kopsová-Jonesová Abigail Spearsová 7–6(7–1), 6–1         | Ashleigh Bartyová Casey Dellacquová          | Čang Šuaj Casey Dellacquová          | Klára Koukalová Sloane Stephensová Kirsten Flipkensová Kimiko Dateová               |
| 16. června            | AEGON International Eastbourne, Velká Británie WTA Premier $710 000 – tráva – 32D/32Q/16Č   | Madison Keysová 6–3, 3–6, 7–5                                   | Angelique Kerberová                          | Caroline Wozniacká Heather Watsonová | Jekatěrina Makarovová Camila Giorgiová Lauren Davisová Petra Kvitová                |
| 16. června            | AEGON International Eastbourne, Velká Británie WTA Premier $710 000 – tráva – 32D/32Q/16Č   | Čan Chao-čching Čan Jung-žan 6–3, 5–7, [10–7]                   | Martina Hingisová Flavia Pennettaová         | Caroline Wozniacká Heather Watsonová | Jekatěrina Makarovová Camila Giorgiová Lauren Davisová Petra Kvitová                |
| 16. června            | Topshelf Open 's-Hertogenbosch, Nizozemsko WTA International $250 000 – tráva – 32D/16Q/16Č | Coco Vandewegheová 6–2, 6–4                                     | Čeng Ťie                                     | Magdaléna Rybáriková Klára Koukalová | Annika Becková Elina Svitolinová Garbiñe Muguruzaová Jaroslava Švedovová            |
| 16. června            | Topshelf Open 's-Hertogenbosch, Nizozemsko WTA International $250 000 – tráva – 32D/16Q/16Č | Marina Erakovicová Arantxa Parra Santonja 0–6, 7–6(7–5), [10–8] | Michaëlla Krajiceková Kristina Mladenovicová | Magdaléna Rybáriková Klára Koukalová | Annika Becková Elina Svitolinová Garbiñe Muguruzaová Jaroslava Švedovová            |
| 23. června 30. června | Wimbledon Londýn, Velká Británie Grand Slam $11 174 883 – tráva 128D/96Q/64D/16Q/48X        | Petra Kvitová 6–3, 6–0                                          | Eugenie Bouchardová                          | Simona Halepová Lucie Šafářová       | Angelique Kerberová Sabine Lisická Jekatěrina Makarovová Barbora Záhlavová-Strýcová |
| 23. června 30. června | Wimbledon Londýn, Velká Británie Grand Slam $11 174 883 – tráva 128D/96Q/64D/16Q/48X        | Sara Erraniová Roberta Vinciová 6–1, 6–3                        | Tímea Babosová Kristina Mladenovicová        | Simona Halepová Lucie Šafářová       | Angelique Kerberová Sabine Lisická Jekatěrina Makarovová Barbora Záhlavová-Strýcová |
| 23. června 30. června | Wimbledon Londýn, Velká Británie Grand Slam $11 174 883 – tráva 128D/96Q/64D/16Q/48X        | Samantha Stosurová Nenad Zimonjić 6–4, 6–2                      | Čan Chao-čching Max Mirnyj                   | Simona Halepová Lucie Šafářová       | Angelique Kerberová Sabine Lisická Jekatěrina Makarovová Barbora Záhlavová-Strýcová |

### Červenec
| Týden od     | Turnaj                                                                                      | Vítězky                                                   | Finalistky                                | Semifinalistky                            | Čtvrtfinalistky                                                                   |
| ------------ | ------------------------------------------------------------------------------------------- | --------------------------------------------------------- | ----------------------------------------- | ----------------------------------------- | --------------------------------------------------------------------------------- |
| 7. července  | BRD Bucharest Open Bukurešť, Rumunsko WTA International $250 000 – antuka – 32D/32Q/16Č     | Simona Halepová 6–1, 6–3                                  | Roberta Vinciová                          | Monica Niculescuová Kristína Kučová       | Lara Arruabarrenová Polona Hercogová Danka Kovinićová Petra Cetkovská             |
| 7. července  | BRD Bucharest Open Bukurešť, Rumunsko WTA International $250 000 – antuka – 32D/32Q/16Č     | Elena Bogdanová Alexandra Cadanțuová 6–4, 3–6, [10–5]     | Çağla Büyükakçay Karin Knappová           | Monica Niculescuová Kristína Kučová       | Lara Arruabarrenová Polona Hercogová Danka Kovinićová Petra Cetkovská             |
| 7. července  | Gastein Ladies Bad Gastein, Rakousko WTA International $250 000 – antuka – 32D/24Q/16Č      | Andrea Petkovicová 6–3, 6–3                               | Shelby Rogersová                          | Grace Minová Sara Erraniová               | Karolína Plíšková Stefanie Vögeleová Camila Giorgiová Chanelle Scheepersová       |
| 7. července  | Gastein Ladies Bad Gastein, Rakousko WTA International $250 000 – antuka – 32D/24Q/16Č      | Karolína Plíšková Kristýna Plíšková 4–6, 6–3, [10–6]      | Andreja Klepačová María Teresa Torró Flor | Grace Minová Sara Erraniová               | Karolína Plíšková Stefanie Vögeleová Camila Giorgiová Chanelle Scheepersová       |
| 14. července | Swedish Open Båstad, Švédsko WTA International $250 000 – antuka – 32D/24Q/16Č              | Mona Barthelová 6–3, 7–6(7–3)                             | Chanelle Scheepersová                     | Jana Čepelová Sílvia Soler Espinosa       | Julia Putincevová Lara Arruabarrenová Kaia Kanepiová Alexandra Panovová           |
| 14. července | Swedish Open Båstad, Švédsko WTA International $250 000 – antuka – 32D/24Q/16Č              | Andreja Klepačová María Teresa Torró Flor 6–1, 6–1        | Jocelyn Raeová Anna Smithová              | Jana Čepelová Sílvia Soler Espinosa       | Julia Putincevová Lara Arruabarrenová Kaia Kanepiová Alexandra Panovová           |
| 14. července | İstanbul Cup Istanbul, Turecko WTA International $250 000 – tvrdý – 32D/24Q/16Č             | Caroline Wozniacká 6–1, 6–1                               | Roberta Vinciová                          | Kristina Mladenovicová Ana Konjuhová      | Karolína Plíšková Francesca Schiavoneová Elina Svitolinová Kurumi Narová          |
| 14. července | İstanbul Cup Istanbul, Turecko WTA International $250 000 – tvrdý – 32D/24Q/16Č             | Misaki Doiová Elina Svitolinová 6–4, 6–0                  | Oxana Kalašnikovová Paula Kaniová         | Kristina Mladenovicová Ana Konjuhová      | Karolína Plíšková Francesca Schiavoneová Elina Svitolinová Kurumi Narová          |
| 21. července | Baku Cup Baku, Ázerbájdžán WTA International $250 000 – tvrdý – 32D/24Q/16Č                 | Elina Svitolinová 6–1, 7–6(7–2)                           | Bojana Jovanovská                         | Stefanie Vögeleová Francesca Schiavoneová | Šachar Pe'erová Misa Egučiová Kristina Mladenovicová Pauline Parmentierová        |
| 21. července | Baku Cup Baku, Ázerbájdžán WTA International $250 000 – tvrdý – 32D/24Q/16Č                 | Alexandra Panovová Heather Watsonová 6-2, 7–6(7–3)        | Ioana Raluca Olaruová Šachar Pe'erová     | Stefanie Vögeleová Francesca Schiavoneová | Šachar Pe'erová Misa Egučiová Kristina Mladenovicová Pauline Parmentierová        |
| 28. července | Bank of the West Classic Stanford, Spojené státy WTA Premier $710 000 – tvrdý – 28D/16Q/16Č | Serena Williamsová 7–6(7–1), 6–3                          | Angelique Kerberová                       | Andrea Petkovicová Varvara Lepčenková     | Ana Ivanovićová Venus Williamsová Garbiñe Muguruzaová Sachia Vickeryová           |
| 28. července | Bank of the West Classic Stanford, Spojené státy WTA Premier $710 000 – tvrdý – 28D/16Q/16Č | Garbiñe Muguruzaová Carla Suárez Navarro 6–2, 4–6, [10–5] | Paula Kaniová Kateřina Siniaková          | Andrea Petkovicová Varvara Lepčenková     | Ana Ivanovićová Venus Williamsová Garbiñe Muguruzaová Sachia Vickeryová           |
| 28. července | Citi Open Washington, D.C., Spojené státy WTA International $250 000 – tvrdý – 32D/16Q/16Č  | Světlana Kuzněcovová 6–3, 4–6, 6–4                        | Kurumi Narová                             | Marina Erakovicová Jekatěrina Makarovová  | Kristina Mladenovicová Bojana Jovanovská Vania Kingová Anastasija Pavljučenkovová |
| 28. července | Citi Open Washington, D.C., Spojené státy WTA International $250 000 – tvrdý – 32D/16Q/16Č  | Šúko Aojamová Gabriela Dabrowská 6–1, 6–2                 | Hiroko Kuwatová Kurumi Narová             | Marina Erakovicová Jekatěrina Makarovová  | Kristina Mladenovicová Bojana Jovanovská Vania Kingová Anastasija Pavljučenkovová |

### Srpen
| Týden od          | Turnaj                                                                                           | Vítězky                                                  | Finalistky                                | Semifinalistky                           | Čtvrtfinalistky                                                                    |
| ----------------- | ------------------------------------------------------------------------------------------------ | -------------------------------------------------------- | ----------------------------------------- | ---------------------------------------- | ---------------------------------------------------------------------------------- |
| 4. srpna          | Rogers Cup Montréal, Kanada WTA Premier 5 $2 369 000 – tvrdý – 56D/48Q/28Č                       | Agnieszka Radwańská 6–4, 6–2                             | Venus Williamsová                         | Serena Williamsová Jekatěrina Makarovová | Caroline Wozniacká Carla Suárez Navarro Viktoria Azarenková Coco Vandewegheová     |
| 4. srpna          | Rogers Cup Montréal, Kanada WTA Premier 5 $2 369 000 – tvrdý – 56D/48Q/28Č                       | Sara Erraniová Roberta Vinciová 7–6(7–4), 6–3            | Cara Blacková Sania Mirzaová              | Serena Williamsová Jekatěrina Makarovová | Caroline Wozniacká Carla Suárez Navarro Viktoria Azarenková Coco Vandewegheová     |
| 11. srpna         | Western & Southern Open Cincinnati, Spojené státy WTA Premier 5 $2 369 000 – tvrdý – 56D/48Q/28Č | Serena Williamsová 6–4, 6–1                              | Ana Ivanovićová                           | Caroline Wozniacká Maria Šarapovová      | Jelena Jankovićová Agnieszka Radwańská Elina Svitolinová Simona Halepová           |
| 11. srpna         | Western & Southern Open Cincinnati, Spojené státy WTA Premier 5 $2 369 000 – tvrdý – 56D/48Q/28Č | Raquel Kopsová-Jonesová Abigail Spearsová 6–1, 2–0skreč  | Tímea Babosová Kristina Mladenovicová     | Caroline Wozniacká Maria Šarapovová      | Jelena Jankovićová Agnieszka Radwańská Elina Svitolinová Simona Halepová           |
| 18. srpna         | Connecticut Open New Haven, Spojené státy WTA Premier $795 707 – tvrdý – 30S/48Q/16Č             | Petra Kvitová 6–4, 6–2                                   | Magdaléna Rybáriková                      | Camila Giorgiová Samantha Stosurová      | Alison Riskeová Garbiñe Muguruzaová Kirsten Flipkensová Barbora Záhlavová-Strýcová |
| 18. srpna         | Connecticut Open New Haven, Spojené státy WTA Premier $795 707 – tvrdý – 30S/48Q/16Č             | Andreja Klepačová Sílvia Soler Espinosa 7–5, 4–6, [10–7] | Marina Erakovicová Arantxa Parra Santonja | Camila Giorgiová Samantha Stosurová      | Alison Riskeová Garbiñe Muguruzaová Kirsten Flipkensová Barbora Záhlavová-Strýcová |
| 25. srpna 1. září | US Open New York, Spojené státy Grand Slam $11 517 008 – tvrdý 128D/128Q/64D/32X                 | Serena Williamsová 6–3, 6–3                              | Caroline Wozniacká                        | Jekatěrina Makarovová Pcheng Šuaj        | Flavia Pennettaová Viktoria Azarenková Belinda Bencicová Sara Erraniová            |
| 25. srpna 1. září | US Open New York, Spojené státy Grand Slam $11 517 008 – tvrdý 128D/128Q/64D/32X                 | Jekatěrina Makarovová Jelena Vesninová 2–6, 6–3, 6–2     | Martina Hingisová Flavia Pennettaová      | Jekatěrina Makarovová Pcheng Šuaj        | Flavia Pennettaová Viktoria Azarenková Belinda Bencicová Sara Erraniová            |
| 25. srpna 1. září | US Open New York, Spojené státy Grand Slam $11 517 008 – tvrdý 128D/128Q/64D/32X                 | Sania Mirzaová Bruno Soares 6–1, 2–6, [11–9]             | Abigail Spearsová Santiago González       | Jekatěrina Makarovová Pcheng Šuaj        | Flavia Pennettaová Viktoria Azarenková Belinda Bencicová Sara Erraniová            |

### Září
| Týden od | Turnaj                                                                                             | Vítězky                                                  | Finalistky                                       | Semifinalistky                                | Čtvrtfinalistky                                                               |
| -------- | -------------------------------------------------------------------------------------------------- | -------------------------------------------------------- | ------------------------------------------------ | --------------------------------------------- | ----------------------------------------------------------------------------- |
| 8. září  | Bell Challenge Québec, Kanada WTA International $250 000 – koberec (h) – 32D/24Q/16Č               | Mirjana Lučićová Baroniová 6–4, 6–3                      | Venus Williamsová                                | Shelby Rogersová Julia Görgesová              | Lucie Hradecká Tatjana Mariová Sesil Karatančevová Andrea Hlaváčková          |
| 8. září  | Bell Challenge Québec, Kanada WTA International $250 000 – koberec (h) – 32D/24Q/16Č               | Lucie Hradecká Mirjana Lučićová Baroniová 6–3, 7–6(10–8) | Julia Görgesová Andrea Hlaváčková                | Shelby Rogersová Julia Görgesová              | Lucie Hradecká Tatjana Mariová Sesil Karatančevová Andrea Hlaváčková          |
| 8. září  | Hong Kong Open Hongkong WTA International $250 000 – tvrdý – 32D/32Q/16Č                           | Sabine Lisická 7–5, 6–3                                  | Karolína Plíšková                                | Francesca Schiavoneová Alison Van Uytvancková | Čeng Saj-saj Jana Čepelová Čeng Ťie Jarmila Gajdošová                         |
| 8. září  | Hong Kong Open Hongkong WTA International $250 000 – tvrdý – 32D/32Q/16Č                           | Karolína Plíšková Kristýna Plíšková 6–2, 2–6, [12–10]    | Patricia Mayrová-Achleitnerová Arina Rodionovová | Francesca Schiavoneová Alison Van Uytvancková | Čeng Saj-saj Jana Čepelová Čeng Ťie Jarmila Gajdošová                         |
| 8. září  | Tashkent Open Taškent, Uzbekistán WTA International $250 000 – tvrdý – 32D/16Q/16Č                 | Karin Knappová 6–2, 7–6(7–4)                             | Bojana Jovanovská                                | Nigina Abdurajmovová Lesja Curenková          | Urszula Radwańská Akgul Amanmuradovová Olga Govorcovová Xenija Pervaková      |
| 8. září  | Tashkent Open Taškent, Uzbekistán WTA International $250 000 – tvrdý – 32D/16Q/16Č                 | Aleksandra Krunićová Kateřina Siniaková 6–2, 6–1         | Margarita Gasparjanová Alexandra Panovová        | Nigina Abdurajmovová Lesja Curenková          | Urszula Radwańská Akgul Amanmuradovová Olga Govorcovová Xenija Pervaková      |
| 15. září | Toray Pan Pacific Open Tokio, Japonsko WTA Premier $795 707 – tvrdý – 28D/32Q/16Č                  | Ana Ivanovićová 6–2, 7–6(7–2)                            | Caroline Wozniacká                               | Angelique Kerberová Garbiñe Muguruzaová       | Dominika Cibulková Lucie Šafářová Casey Dellacquová Carla Suárezová Navarrová |
| 15. září | Toray Pan Pacific Open Tokio, Japonsko WTA Premier $795 707 – tvrdý – 28D/32Q/16Č                  | Cara Blacková Sania Mirzaová 6–2, 7–5                    | Garbiñe Muguruzaová Carla Suárezová Navarrová    | Angelique Kerberová Garbiñe Muguruzaová       | Dominika Cibulková Lucie Šafářová Casey Dellacquová Carla Suárezová Navarrová |
| 15. září | KDB Korea Open Soul, Jižní Korea WTA International $500 000 – tvrdý – 32D/32Q/16Č                  | Karolína Plíšková 6–3, 6–7(5–7), 6–2                     | Varvara Lepčenková                               | Christina McHaleová Maria Kirilenková         | Agnieszka Radwańská Magdaléna Rybáriková Kaia Kanepiová Nicole Gibbsová       |
| 15. září | KDB Korea Open Soul, Jižní Korea WTA International $500 000 – tvrdý – 32D/32Q/16Č                  | Lara Arruabarrenová Irina-Camelia Beguová 6–3, 6–3       | Mona Barthelová Mandy Minellaová                 | Christina McHaleová Maria Kirilenková         | Agnieszka Radwańská Magdaléna Rybáriková Kaia Kanepiová Nicole Gibbsová       |
| 15. září | Guangzhou International Women's Open Kanton, Čína WTA International $250 000 – tvrdý – 32D/24Q/16Č | Monica Niculescuová 6–4, 6–0                             | Alizé Cornetová                                  | Wang Ja-fan Timea Bacsinszká                  | Čang Kchaj-lin Mónica Puigová María Teresa Torrová Florová Sie Šu-wej         |
| 15. září | Guangzhou International Women's Open Kanton, Čína WTA International $250 000 – tvrdý – 32D/24Q/16Č | Čuang Ťia-žung Liang Čchen 2–6, 7–6(7–3), [10–7]         | Alizé Cornetová Magda Linetteová                 | Wang Ja-fan Timea Bacsinszká                  | Čang Kchaj-lin Mónica Puigová María Teresa Torrová Florová Sie Šu-wej         |
| 22. září | Wuhan Open Wu-chan, Čína WTA Premier 5 $2 369 000 – tvrdý – 56D/32Q/28Č                            | Petra Kvitová 6–3, 6–4                                   | Eugenie Bouchardová                              | Caroline Wozniacká Elina Svitolinová          | Alizé Cornetová Timea Bacsinszká Caroline Garciaová Angelique Kerberová       |
| 22. září | Wuhan Open Wu-chan, Čína WTA Premier 5 $2 369 000 – tvrdý – 56D/32Q/28Č                            | Martina Hingisová Flavia Pennettaová 6–4, 5–7, [12–10]   | Cara Blacková Caroline Garciaová                 | Caroline Wozniacká Elina Svitolinová          | Alizé Cornetová Timea Bacsinszká Caroline Garciaová Angelique Kerberová       |
| 29. září | China Open Peking, Čína WTA Premier Mandatory $5 185 625 – tvrdý – 60D/32Q/28Č                     | Maria Šarapovová 6–4, 2–6, 6–3                           | Petra Kvitová                                    | Samantha Stosurová Ana Ivanovićová            | Serena Williamsová Roberta Vinciová Světlana Kuzněcovová Simona Halepová      |
| 29. září | China Open Peking, Čína WTA Premier Mandatory $5 185 625 – tvrdý – 60D/32Q/28Č                     | Andrea Hlaváčková Pcheng Šuaj 6–4, 6–4                   | Cara Blacková Sania Mirzaová                     | Samantha Stosurová Ana Ivanovićová            | Serena Williamsová Roberta Vinciová Světlana Kuzněcovová Simona Halepová      |

### Říjen
| Týden od  | Turnaj                                                                                              | Vítězky                                                        | Finalistky                                | Semifinalistky                                | Čtvrtfinalistky |
| --------- | --------------------------------------------------------------------------------------------------- | -------------------------------------------------------------- | ----------------------------------------- | --------------------------------------------- | --- |
| 6. října  | Tianjin Open Tchien-ťin, Čína WTA International $250 000 – tvrdý – 32D/32Q/16Č                      | Alison Riskeová 6–3, 6–4                                       | Belinda Bencicová                         | Čeng Saj-saj Pcheng Šuaj                      | Sorana Cîrsteaová Varvara Lepčenková Sie Šu-wej Ajla Tomljanovićová                                                                       |
| 6. října  | Tianjin Open Tchien-ťin, Čína WTA International $250 000 – tvrdý – 32D/32Q/16Č                      | Alla Kudrjavcevová Anastasia Rodionovová 6–7(6–8), 6–2, [10–8] | Sorana Cîrsteaová Andreja Klepačová       | Čeng Saj-saj Pcheng Šuaj                      | Sorana Cîrsteaová Varvara Lepčenková Sie Šu-wej Ajla Tomljanovićová                                                                       |
| 6. října  | Japan Women's Open Tennis Ósaka, Japonsko WTA International $250 000 – tvrdý – 32D/32Q/16Č          | Samantha Stosurová 7–6(9–7), 6–3                               | Zarina Dijasová                           | Elina Svitolinová Luksika Kumkhumová          | Julia Putincevová Lauren Davisová Ana Konjuhová Madison Keysová                                                                           |
| 6. října  | Japan Women's Open Tennis Ósaka, Japonsko WTA International $250 000 – tvrdý – 32D/32Q/16Č          | Šúko Aojamová Renata Voráčová 6–1, 6–2                         | Lara Arruabarrenová Tatjana Mariová       | Elina Svitolinová Luksika Kumkhumová          | Julia Putincevová Lauren Davisová Ana Konjuhová Madison Keysová                                                                           |
| 6. října  | Generali Ladies Linz Linec, Rakousko WTA International $250 000 – tvrdý (h) – 32D/32Q/16Č           | Karolína Plíšková 6–7(4–7), 6–3, 7–6(7–4)                      | Camila Giorgiová                          | Karin Knappová Anna-Lena Friedsamová          | Cvetana Pironkovová Marina Erakovicová Stefanie Vögeleová Madison Brengleová                                                              |
| 6. října  | Generali Ladies Linz Linec, Rakousko WTA International $250 000 – tvrdý (h) – 32D/32Q/16Č           | Raluca Olaruová Anna Tatišviliová 6–2, 6–1                     | Annika Becková Caroline Garciaová         | Karin Knappová Anna-Lena Friedsamová          | Cvetana Pironkovová Marina Erakovicová Stefanie Vögeleová Madison Brengleová                                                              |
| 13. října | Kremlin Cup Moskva, Rusko WTA Premier $795 000 – tvrdý (h) – 28D/32Q/16Č                            | Anastasija Pavljučenkovová 6–4, 5–7, 6–1                       | Irina-Camelia Beguová                     | Kateřina Siniaková Lucie Šafářová             | Vitalija Ďjačenková Camila Giorgiová Světlana Kuzněcovová Cvetana Pironkovová                                                             |
| 13. října | Kremlin Cup Moskva, Rusko WTA Premier $795 000 – tvrdý (h) – 28D/32Q/16Č                            | Martina Hingisová Flavia Pennettaová 6–3, 7–5                  | Caroline Garciaová Arantxa Parra Santonja | Kateřina Siniaková Lucie Šafářová             | Vitalija Ďjačenková Camila Giorgiová Světlana Kuzněcovová Cvetana Pironkovová                                                             |
| 13. října | BGL Luxembourg Open Lucemburk, Lucembursko WTA International $250 000 – tvrdý (h) – 32D/32Q/16Č     | Annika Becková 6–2, 6–1                                        | Barbora Záhlavová-Strýcová                | Denisa Allertová Mona Barthelová              | Patricia Mayrová-Achleitnerová Varvara Lepčenková Johanna Larssonová Kiki Bertensová                                                      |
| 13. října | BGL Luxembourg Open Lucemburk, Lucembursko WTA International $250 000 – tvrdý (h) – 32D/32Q/16Č     | Timea Bacsinszká Kristina Barroisová 3–6, 6–4, [10–4]          | Lucie Hradecká Barbora Krejčíková         | Denisa Allertová Mona Barthelová              | Patricia Mayrová-Achleitnerová Varvara Lepčenková Johanna Larssonová Kiki Bertensová                                                      |
| 20. října | BNP Paribas WTA Finals Singapur Závěrečný turnaj sezóny $6 500 000 – tvrdý (h) – 8D (ZS)/8Č         | Serena Williamsová 6–3, 6–0                                    | Simona Halepová                           | Agnieszka Radwańská Caroline Wozniacká        | Základní skupina Eugenie Bouchardová Ana Ivanovićová Maria Šarapovová Petra Kvitová                                                       |
| 20. října | BNP Paribas WTA Finals Singapur Závěrečný turnaj sezóny $6 500 000 – tvrdý (h) – 8D (ZS)/8Č         | Cara Blacková Sania Mirzaová 6–1, 6–0                          | Sie Šu-wej Pcheng Šuaj                    | Agnieszka Radwańská Caroline Wozniacká        | Základní skupina Eugenie Bouchardová Ana Ivanovićová Maria Šarapovová Petra Kvitová                                                       |
| 27. října | WTA Tournament of Champions Sofie, Bulharsko Závěrečný turnaj sezóny $750 000 – tvrdý (h) – 8D (ZS) | Andrea Petkovicová 1–6, 6–4, 6–3                               | Flavia Pennettaová                        | Garbiñe Muguruzaová Carla Suárezová Navarrová | Základní skupina Karolína Plíšková (náhradnice) Dominika Cibulková Alizé Cornetová Cvetana Pironkovová Jekatěrina Makarovová (odstoupení) |

### Listopad
| Týden od     | Turnaj                                   | Vítěz     | Finalista |
| ------------ | ---------------------------------------- | --------- | --------- |
| 3. listopadu | Fed Cup, finále Praha, Česko – tvrdý (h) | Česko 3–1 | Německo   |

## Statistiky

### Tituly podle tenistek
|   |                                  | Grand Slam | Grand Slam | Grand Slam | Závěrečné | Závěrečné | Mandatory | Mandatory | Premier 5 | Premier 5 | Premier | Premier | International | International | Celkem | Celkem | Celkem |
| T | Tenistka                         | D          | Č          | X          | D         | Č         | D         | Č         | D         | Č         | D       | Č       | D             | Č             | D      | Č      | X      |
| - | -------------------------------- | ---------- | ---------- | ---------- | --------- | --------- | --------- | --------- | --------- | --------- | ------- | ------- | ------------- | ------------- | ------ | ------ | ------ |
| 7 | Serena Williamsová (USA)         | ●          |            |            | ●         |           | ●         |           | ●         |           | ●       |         |               |               | 7      | 0      | 0      |
| 5 | Sara Erraniová (ITA)             |            | ●          |            |           |           |           | ●         |           | ●         |         | ●       |               |               | 0      | 5      | 0      |
| 5 | Roberta Vinciová (ITA)           |            | ●          |            |           |           |           | ●         |           | ●         |         | ●       |               |               | 0      | 5      | 0      |
| 5 | Pcheng Šuaj (CHN)                |            | ●          |            |           |           |           | ●         |           | ●         |         |         |               | ●             | 0      | 5      | 0      |
| 5 | Karolína Plíšková (CZE)          |            |            |            |           |           |           |           |           |           |         |         | ●             | ●             | 2      | 3      | 0      |
| 4 | Maria Šarapovová (RUS)           | ●          |            |            |           |           | ●         |           |           |           | ●       |         |               |               | 4      | 0      | 0      |
| 4 | Sania Mirzaová (IND)             |            |            | ●          |           | ●         |           |           |           |           |         | ●       |               | ●             | 0      | 3      | 1      |
| 4 | Ana Ivanovićová (SRB)            |            |            |            |           |           |           |           |           |           | ●       |         | ●             |               | 4      | 0      | 0      |
| 3 | Petra Kvitová (CZE)              | ●          |            |            |           |           |           |           | ●         |           | ●       |         |               |               | 3      | 0      | 0      |
| 3 | Sie Su-wej (TPE)                 |            | ●          |            |           |           |           | ●         |           | ●         |         |         |               |               | 0      | 3      | 0      |
| 3 | Andrea Petkovicová (GER)         |            |            |            | ●         |           |           |           |           |           | ●       |         | ●             |               | 3      | 0      | 0      |
| 3 | Cara Blacková (ZIM)              |            |            |            |           | ●         |           |           |           |           |         | ●       |               | ●             | 0      | 3      | 0      |
| 3 | Flavia Pennettaová (ITA)         |            |            |            |           |           | ●         |           |           | ●         |         | ●       |               |               | 1      | 2      | 0      |
| 3 | Martina Hingisová (SUI)          |            |            |            |           |           |           | ●         |           | ●         |         | ●       |               |               | 0      | 3      | 0      |
| 3 | Alla Kudrjavcevová (RUS)         |            |            |            |           |           |           |           |           |           |         | ●       |               | ●             | 0      | 3      | 0      |
| 3 | Anastasia Rodionovová (AUS)      |            |            |            |           |           |           |           |           |           |         | ●       |               | ●             | 0      | 3      | 0      |
| 3 | Garbiñe Muguruzaová (ESP)        |            |            |            |           |           |           |           |           |           |         | ●       | ●             | ●             | 1      | 2      | 0      |
| 3 | Klára Koukalová (CZE)            |            |            |            |           |           |           |           |           |           |         |         | ●             | ●             | 1      | 2      | 0      |
| 3 | Monica Niculescuová (ROU)        |            |            |            |           |           |           |           |           |           |         |         | ●             | ●             | 1      | 2      | 0      |
| 2 | Li Na (CHN)                      | ●          |            |            |           |           |           |           |           |           |         |         | ●             |               | 2      | 0      | 0      |
| 2 | Jekatěrina Makarovová (RUS)      |            | ●          |            |           |           |           |           |           |           |         |         | ●             |               | 1      | 1      | 0      |
| 2 | Anna-Lena Grönefeldová (GER)     |            |            | ●          |           |           |           |           |           |           |         | ●       |               |               | 0      | 1      | 1      |
| 2 | Samantha Stosurová (AUS)         |            |            | ●          |           |           |           |           |           |           |         |         | ●             |               | 1      | 0      | 1      |
| 2 | Kristina Mladenovicová (FRA)     |            |            | ●          |           |           |           |           |           |           |         |         |               | ●             | 0      | 1      | 1      |
| 2 | Sabine Lisická (GER)             |            |            |            |           |           |           | ●         |           |           |         |         | ●             |               | 1      | 1      | 0      |
| 2 | Simona Halepová (ROU)            |            |            |            |           |           |           |           | ●         |           |         |         | ●             |               | 2      | 0      | 0      |
| 2 | Raquel Kops-Jonesová (USA)       |            |            |            |           |           |           |           |           | ●         |         | ●       |               |               | 0      | 2      | 0      |
| 2 | Květa Peschkeová (CZE)           |            |            |            |           |           |           |           |           | ●         |         | ●       |               |               | 0      | 2      | 0      |
| 2 | Abigail Spearsová (USA)          |            |            |            |           |           |           |           |           | ●         |         | ●       |               |               | 0      | 2      | 0      |
| 2 | Anastasija Pavljučenkovová (RUS) |            |            |            |           |           |           |           |           |           | ●       |         |               |               | 2      | 0      | 0      |
| 2 | Carla Suárez Navarrová (ESP)     |            |            |            |           |           |           |           |           |           |         | ●       | ●             |               | 1      | 1      | 0      |
| 2 | Tímea Babosová (HUN)             |            |            |            |           |           |           |           |           |           |         | ●       |               | ●             | 0      | 2      | 0      |
| 2 | Čan Chao-čching (TPE)            |            |            |            |           |           |           |           |           |           |         | ●       |               | ●             | 0      | 2      | 0      |
| 2 | Andreja Klepačová (SLO)          |            |            |            |           |           |           |           |           |           |         | ●       |               | ●             | 0      | 2      | 0      |
| 2 | Anabel Medina Garriguesová (ESP) |            |            |            |           |           |           |           |           |           |         | ●       |               | ●             | 0      | 2      | 0      |
| 2 | Jaroslava Švedovová (KAZ)        |            |            |            |           |           |           |           |           |           |         | ●       |               | ●             | 0      | 2      | 0      |
| 2 | Caroline Garciaová (FRA)         |            |            |            |           |           |           |           |           |           |         |         | ●             | ●             | 1      | 1      | 0      |
| 2 | Mirjana Lučić-Baroniová (CRO)    |            |            |            |           |           |           |           |           |           |         |         | ●             | ●             | 1      | 1      | 0      |
| 2 | María Teresa Torró Florová (ESP) |            |            |            |           |           |           |           |           |           |         |         | ●             | ●             | 1      | 1      | 0      |
| 2 | Elina Svitolinová (UKR)          |            |            |            |           |           |           |           |           |           |         |         | ●             | ●             | 1      | 1      | 0      |
| 2 | Šúko Aojamová (JPN)              |            |            |            |           |           |           |           |           |           |         |         |               | ●             | 0      | 2      | 0      |
| 2 | Lara Arruabarrenová (ESP)        |            |            |            |           |           |           |           |           |           |         |         |               | ●             | 0      | 2      | 0      |
| 2 | Irina-Camelia Beguová (ROU)      |            |            |            |           |           |           |           |           |           |         |         |               | ●             | 0      | 2      | 0      |
| 2 | Kristýna Plíšková (CZE)          |            |            |            |           |           |           |           |           |           |         |         |               | ●             | 0      | 2      | 0      |
| 1 | Jelena Vesninová (RUS)           |            | ●          |            |           |           |           |           |           |           |         |         |               |               | 0      | 1      | 0      |
| 1 | Andrea Hlaváčková (CZE)          |            |            |            |           |           |           | ●         |           |           |         |         |               |               | 0      | 1      | 0      |
| 1 | Agnieszka Radwańská (POL)        |            |            |            |           |           |           |           | ●         |           |         |         |               |               | 1      | 0      | 0      |
| 1 | Katarina Srebotniková (SLO)      |            |            |            |           |           |           |           |           | ●         |         |         |               |               | 0      | 1      | 0      |
| 1 | Madison Keysová (USA)            |            |            |            |           |           |           |           |           |           | ●       |         |               |               | 1      | 0      | 0      |
| 1 | Cvetana Pironkovová (BUL)        |            |            |            |           |           |           |           |           |           | ●       |         |               |               | 1      | 0      | 0      |
| 1 | Venus Williamsová (USA)          |            |            |            |           |           |           |           |           |           | ●       |         |               |               | 1      | 0      | 0      |
| 1 | Čan Jung-žan (TPE)               |            |            |            |           |           |           |           |           |           |         | ●       |               |               | 0      | 1      | 0      |
| 1 | Lucie Šafářová (CZE)             |            |            |            |           |           |           |           |           |           |         | ●       |               |               | 0      | 1      | 0      |
| 1 | Sílvia Soler Espinosová (ESP)    |            |            |            |           |           |           |           |           |           |         | ●       |               |               | 0      | 1      | 0      |
| 1 | Annika Becková (GER)             |            |            |            |           |           |           |           |           |           |         |         | ●             |               | 1      | 0      | 0      |
| 1 | Eugenie Bouchardová (CAN)        |            |            |            |           |           |           |           |           |           |         |         | ●             |               | 1      | 0      | 0      |
| 1 | Mona Barthelová (GER)            |            |            |            |           |           |           |           |           |           |         |         | ●             |               | 1      | 0      | 0      |
| 1 | Dominika Cibulková (SVK)         |            |            |            |           |           |           |           |           |           |         |         | ●             |               | 1      | 0      | 0      |
| 1 | Alizé Cornetová (FRA)            |            |            |            |           |           |           |           |           |           |         |         | ●             |               | 1      | 0      | 0      |
| 1 | Karin Knappová (ITA)             |            |            |            |           |           |           |           |           |           |         |         | ●             |               | 1      | 0      | 0      |
| 1 | Světlana Kuzněcovová (RUS)       |            |            |            |           |           |           |           |           |           |         |         | ●             |               | 1      | 0      | 0      |
| 1 | Kurumi Naraová (JPN)             |            |            |            |           |           |           |           |           |           |         |         | ●             |               | 1      | 0      | 0      |
| 1 | Mónica Puigová (PUR)             |            |            |            |           |           |           |           |           |           |         |         | ●             |               | 1      | 0      | 0      |
| 1 | Alison Riskeová (USA)            |            |            |            |           |           |           |           |           |           |         |         | ●             |               | 1      | 0      | 0      |
| 1 | Coco Vandewegheová (USA)         |            |            |            |           |           |           |           |           |           |         |         | ●             |               | 1      | 0      | 0      |
| 1 | Donna Vekićová (CRO)             |            |            |            |           |           |           |           |           |           |         |         | ●             |               | 1      | 0      | 0      |
| 1 | Caroline Wozniacká (DEN)         |            |            |            |           |           |           |           |           |           |         |         | ●             |               | 1      | 0      | 0      |
| 1 | Timea Bacsinszká (SUI)           |            |            |            |           |           |           |           |           |           |         |         |               | ●             | 0      | 1      | 0      |
| 1 | Kristina Barroisová (GER)        |            |            |            |           |           |           |           |           |           |         |         |               | ●             | 0      | 1      | 0      |
| 1 | Ashleigh Bartyová (AUS)          |            |            |            |           |           |           |           |           |           |         |         |               | ●             | 0      | 1      | 0      |
| 1 | Julia Bejgelzimerová (UKR)       |            |            |            |           |           |           |           |           |           |         |         |               | ●             | 0      | 1      | 0      |
| 1 | Elena Bogdanová (ROU)            |            |            |            |           |           |           |           |           |           |         |         |               | ●             | 0      | 1      | 0      |
| 1 | Alexandra Cadanțuová (ROU)       |            |            |            |           |           |           |           |           |           |         |         |               | ●             | 0      | 1      | 0      |
| 1 | Čan Chao-čching (TPE)            |            |            |            |           |           |           |           |           |           |         |         |               | ●             | 0      | 1      | 0      |
| 1 | Čuang Ťia-žung (TPE)             |            |            |            |           |           |           |           |           |           |         |         |               | ●             | 0      | 1      | 0      |
| 1 | Gabriela Dabrowská (CAN)         |            |            |            |           |           |           |           |           |           |         |         |               | ●             | 0      | 1      | 0      |
| 1 | Casey Dellacquová (AUS)          |            |            |            |           |           |           |           |           |           |         |         |               | ●             | 0      | 1      | 0      |
| 1 | Misaki Doiová (JPN)              |            |            |            |           |           |           |           |           |           |         |         |               | ●             | 0      | 1      | 0      |
| 1 | Marina Erakovicová (NZL)         |            |            |            |           |           |           |           |           |           |         |         |               | ●             | 0      | 1      | 0      |
| 1 | Sharon Fichmanová (CAN)          |            |            |            |           |           |           |           |           |           |         |         |               | ●             | 0      | 1      | 0      |
| 1 | Lucie Hradecká (CZE)             |            |            |            |           |           |           |           |           |           |         |         |               | ●             | 0      | 1      | 0      |
| 1 | María Irigoyenová (ARG)          |            |            |            |           |           |           |           |           |           |         |         |               | ●             | 0      | 1      | 0      |
| 1 | Darija Jurak (CRO)               |            |            |            |           |           |           |           |           |           |         |         |               | ●             | 0      | 1      | 0      |
| 1 | Michaëlla Krajiceková (NED)      |            |            |            |           |           |           |           |           |           |         |         |               | ●             | 0      | 1      | 0      |
| 1 | Aleksandra Krunićová (SRB)       |            |            |            |           |           |           |           |           |           |         |         |               | ●             | 0      | 1      | 0      |
| 1 | Megan Moultonová-Levyová (USA)   |            |            |            |           |           |           |           |           |           |         |         |               | ●             | 0      | 1      | 0      |
| 1 | Liang Čchen (CHN)                |            |            |            |           |           |           |           |           |           |         |         |               | ●             | 0      | 1      | 0      |
| 1 | Ioana Raluca Olaruová (ROU)      |            |            |            |           |           |           |           |           |           |         |         |               | ●             | 0      | 1      | 0      |
| 1 | Romina Oprandiová (SUI)          |            |            |            |           |           |           |           |           |           |         |         |               | ●             | 0      | 1      | 0      |
| 1 | Arantxa Parra Santonjová (ESP)   |            |            |            |           |           |           |           |           |           |         |         |               | ●             | 0      | 1      | 0      |
| 1 | Olga Savčuková (UKR)             |            |            |            |           |           |           |           |           |           |         |         |               | ●             | 0      | 1      | 0      |
| 1 | Maria Sanchezová (USA)           |            |            |            |           |           |           |           |           |           |         |         |               | ●             | 0      | 1      | 0      |
| 1 | Alexandra Panovová (RUS)         |            |            |            |           |           |           |           |           |           |         |         |               | ●             | 0      | 1      | 0      |
| 1 | Kateřina Siniaková (CZE)         |            |            |            |           |           |           |           |           |           |         |         |               | ●             | 0      | 1      | 0      |
| 1 | Anna Tatišviliová (USA)          |            |            |            |           |           |           |           |           |           |         |         |               | ●             | 0      | 1      | 0      |
| 1 | Renata Voráčová (CZE)            |            |            |            |           |           |           |           |           |           |         |         |               | ●             | 0      | 1      | 0      |
| 1 | Galina Voskobojevová (KAZ)       | \|         |            |            |           |           |           |           |           |           |         |         |               | ●             | 0      | 1      | 0      |
| 1 | Heather Watsonová (GBR)          |            |            |            |           |           |           |           |           |           |         |         |               | ●             | 0      | 1      | 0      |
| 1 | Čang Šuaj (CHN)                  |            |            |            |           |           |           |           |           |           |         |         |               | ●             | 0      | 1      | 0      |

### Tituly podle státu
|    |                        | Grand Slam | Grand Slam | Grand Slam | Závěrečné | Závěrečné | Mandatory | Mandatory | Premier 5 | Premier 5 | Premier | Premier | International | International | Celkem | Celkem | Celkem |
| T  | Stát                   | D          | Č          | X          | D         | Č         | D         | Č         | D         | Č         | D       | Č       | D             | Č             | D      | Č      | X      |
| -- | ---------------------- | ---------- | ---------- | ---------- | --------- | --------- | --------- | --------- | --------- | --------- | ------- | ------- | ------------- | ------------- | ------ | ------ | ------ |
| 19 | Česko                  | 1          |            |            |           |           |           | 1         | 2         | 1         | 1       | 2       | 3             | 8             | 7      | 12     | 0      |
| 16 | Spojené státy americké | 1          |            |            | 1         |           | 1         |           | 1         | 1         | 4       | 1       | 2             | 3             | 11     | 5      | 0      |
| 13 | Rusko                  | 1          | 1          |            |           |           | 2         |           |           |           | 3       | 2       | 2             | 2             | 8      | 5      | 0      |
| 12 | Španělsko              |            |            |            |           |           |           |           |           |           |         | 3       | 3             | 6             | 3      | 9      | 0      |
| 10 | Německo                |            |            | 1          | 1         |           |           | 1         |           |           | 1       | 1       | 4             | 1             | 6      | 3      | 1      |
| 9  | Itálie                 |            | 2          |            |           |           | 1         | 1         |           | 2         |         | 2       | 1             |               | 2      | 7      | 0      |
| 9  | Rumunsko               |            |            |            |           |           |           |           | 1         |           |         |         | 2             | 6             | 3      | 6      | 0      |
| 8  | Čína                   | 1          | 1          |            |           |           |           | 2         |           | 1         |         |         | 1             | 2             | 2      | 6      | 0      |
| 6  | Čínská Tchaj-pej       |            | 1          |            |           |           |           | 1         |           | 1         |         | 1       |               | 2             | 0      | 6      | 0      |
| 6  | Francie                |            |            | 1          |           |           |           |           |           |           |         |         | 2             | 3             | 2      | 3      | 1      |
| 5  | Austrálie              |            |            | 1          |           |           |           |           |           |           |         | 2       |               | 2             | 0      | 4      | 1      |
| 5  | Švýcarsko              |            |            |            |           |           |           | 1         |           | 1         |         | 1       |               | 2             | 0      | 5      | 0      |
| 5  | Srbsko                 |            |            |            |           |           |           |           |           |           | 2       |         | 2             | 1             | 4      | 1      | 0      |
| 4  | Indie                  |            |            | 1          |           | 1         |           |           |           |           |         | 1       |               | 1             | 0      | 3      | 1      |
| 4  | Chorvatsko             |            |            |            |           |           |           |           |           |           |         |         | 2             | 2             | 2      | 2      | 0      |
| 4  | Japonsko               |            |            |            |           |           |           |           |           |           |         |         | 1             | 3             | 1      | 3      | 0      |
| 3  | Zimbabwe               |            |            |            |           | 1         |           |           |           |           |         | 1       |               | 1             | 0      | 3      | 0      |
| 3  | Slovinsko              |            |            |            |           |           |           |           |           | 1         |         | 1       |               | 1             | 0      | 3      | 0      |
| 3  | Kazachstán             |            |            |            |           |           |           |           |           |           |         | 1       |               | 2             | 0      | 3      | 0      |
| 3  | Kanada                 |            |            |            |           |           |           |           |           |           |         |         | 1             | 2             | 1      | 2      | 0      |
| 3  | Ukrajina               |            |            |            |           |           |           |           |           |           |         |         | 1             | 2             | 1      | 2      | 0      |
| 2  | Maďarsko               |            |            |            |           |           |           |           |           |           |         | 1       |               | 1             | 0      | 2      | 0      |
| 1  | Polsko                 |            |            |            |           |           |           |           | 1         |           |         |         |               |               | 1      | 0      | 0      |
| 1  | Bulharsko              |            |            |            |           |           |           |           |           |           | 1       |         |               |               | 1      | 0      | 0      |
| 1  | Dánsko                 |            |            |            |           |           |           |           |           |           |         |         | 1             |               | 1      | 0      | 0      |
| 1  | Portoriko              |            |            |            |           |           |           |           |           |           |         |         | 1             |               | 1      | 0      | 0      |
| 1  | Slovensko              |            |            |            |           |           |           |           |           |           |         |         | 1             |               | 1      | 0      | 0      |
| 1  | Argentina              |            |            |            |           |           |           |           |           |           |         |         |               | 1             | 0      | 1      | 0      |
| 1  | Spojené království     |            |            |            |           |           |           |           |           |           |         |         |               | 1             | 0      | 1      | 0      |
| 1  | Nizozemsko             |            |            |            |           |           |           |           |           |           |         |         |               | 1             | 0      | 1      | 0      |
| 1  | Nový Zéland            |            |            |            |           |           |           |           |           |           |         |         |               | 1             | 0      | 1      | 0      |

### Premiérové tituly
Hráčky, které získaly první titul ve dvouhře, čtyřhře nebo smíšené čtyřhře:

#### Dvouhra
- Cvetana Pironkovová – Sydney (pavouk)
- Garbiñe Muguruzaová – Hobart (pavouk)
- Kurumi Naraová – Rio de Janeiro (pavouk)
- Caroline Garciaová – Bogotá (pavouk)
- Donna Vekićová – Kuala Lumpur (pavouk)
- María Teresa Torrová Florová – Marrákeš (pavouk)
- Carla Suárezová Navarrová – Oeiras (pavouk)
- Eugenie Bouchardová – Norimberk (pavouk)
- Mónica Puigová – Štrasburk (pavouk)
- Coco Vandewegheová - s'Hertogenbosch (pavouk)
- Madison Keysová - Eastbourne (pavouk)
- Karin Knappová – Taškent (pavouk)
- Alison Riskeová – Tchien-ťin (pavouk)
- Annika Becková – Lucemburk (pavouk)

#### Čtyřhra
- Sharon Fichmanová – Auckland (pavouk)
- Maria Sanchezová – Auckland (pavouk)
- María Irigoyenová – Rio de Janeiro (pavouk)
- Darija Juraková – Monterrey (pavouk)
- Megan Moultonová-Levyová – Monterrey (pavouk)
- Caroline Garciaová – Bogotá (pavouk)
- Romina Oprandiová – Marrákeš (pavouk)
- Elena Bogdanová – Bukurešť (pavouk)
- Alexandra Cadanțuová – Bukurešť (pavouk)
- Elina Svitolinová – Istanbul (pavouk)
- Misaki Doiová – Istanbul (pavouk)
- Gabriela Dabrowská – Washington (pavouk)
- Carla Suárezová Navarrová – Stanford (pavouk)
- Sílvia Solerová Espinosová – New Haven (pavouk)
- Aleksandra Krunićová – Taškent (pavouk)
- Kateřina Siniaková – Taškent (pavouk)
- Liang Čchen – Kanton (pavouk)
- Anna Tatišviliová – Linec (pavouk)
- Kristina Barroisová – Lucemburk (pavouk)

### Obhájené tituly
Hráčky, které obhájily titul:

#### Dvouhra
- Li Na – Šen-čen (pavouk)
- Serena Williamsová – Brisbane (pavouk), Miami (pavouk), Řím (pavouk), US Open (pavouk), WTA Finals (pavouk)
- Maria Šarapovová – Stuttgart (pavouk)
- Elina Svitolinová – Baku (pavouk)
- Samantha Stosurová – Ósaka (pavouk)

#### Čtyřhra
- Sara Erraniová – Australian Open (pavouk)
- Roberta Vinciová – Australian Open (pavouk)
- Anabel Medinaová Garriguesová – Florianópolis (pavouk)
- Jaroslava Švedovová – Florianópolis (pavouk)
- Šúko Aojamová – Washington (pavouk)
- Cara Blacková – Tokio (pavouk)
- Sania Mirzaová – Tokio (pavouk)

## Žebříček
Žebříček WTA Championships Race určil hráčky  které se kvalifikovaly na Turnaj mistryň. Žebříček WTA a jeho konečné pořadí na konci sezóny byl sestaven na základě bodového hodnocení tenistek za posledních 52 týdnů.

### Dvouhra
Tabulky uvádí 20 nejvýše postavených hráček na singlových žebříčcích WTA Championships Race a konečné klasifikaci WTA v sezóně 2014. 
| Žebříček WTA Race | Žebříček WTA Race               | Žebříček WTA Race | Žebříček WTA Race | Žebříček WTA Race |
| Poř.              | tenistka (✓ – kvalifikována)    | body              | turnajů           |                   |
| ----------------- | ------------------------------- | ----------------- | ----------------- | ----------------- |
| 1.                | Serena Williamsová (USA) ✓      | 7 146             | 18                |                   |
| 2.                | Maria Šarapovová (RUS) ✓        | 6 680             | 16                |                   |
| 3.                | Petra Kvitová (CZE) ✓           | 5 597             | 19                |                   |
| 4.                | Simona Halepová (ROU) ✓         | 5 403             | 20                |                   |
| 5.                | Eugenie Bouchardová (CAN) ✓     | 4 523             | 23                |                   |
| 6.                | Agnieszka Radwańská (POL) ✓     | 4 441             | 21                |                   |
| 7.                | Ana Ivanovićová (SRB) ✓         | 4 390             | 22                |                   |
| 8.                | Caroline Wozniacká (DEN) ✓      | 4 045             | 20                |                   |
| 9.                | Angelique Kerberová (GER)       | 3 480             | 22                |                   |
| 10.               | Dominika Cibulková (SVK)        | 3 052             | 24                |                   |
| 11.               | Jekatěrina Makarovová (RUS)     | 2 970             | 21                |                   |
| 12.               | Flavia Pennettaová (ITA)        | 2 861             | 20                |                   |
| 13.               | Andrea Petkovicová (GER)        | 2 675             | 22                |                   |
| 14.               | Sara Erraniová (ITA)            | 2 642             | 19                |                   |
| 15.               | Jelena Jankovićová (SRB)        | 2 615             | 24                |                   |
| 16.               | Lucie Šafářová (CZE)            | 2 495             | 24                |                   |
| 17.               | Venus Williamsová (USA)         | 2 370             | 24                |                   |
| 18.               | Carla Suárezová Navarrová (ESP) | 2 270             | 18                |                   |
| 19.               | Alizé Cornetová (FRA)           | 2 200             | 23                |                   |
| 20.               | Garbiñe Muguruzaová (ESP)       | 2 005             | 24                |                   |

| Konečný žebříček WTA | Konečný žebříček WTA            | Konečný žebříček WTA | Konečný žebříček WTA | Konečný žebříček WTA | Konečný žebříček WTA | Konečný žebříček WTA | Konečný žebříček WTA |
| Poř.                 | hráčka                          | bodů                 | turnajů              | '13                  | max                  | min                  | '13→'14              |
| -------------------- | ------------------------------- | -------------------- | -------------------- | -------------------- | -------------------- | -------------------- | -------------------- |
| 1.                   | Serena Williamsová (USA)        | 8 485                | 18                   | 1.                   | 1.                   | 1.                   | ▬                    |
| 2.                   | Maria Šarapovová (RUS)          | 7 050                | 16                   | 4.                   | 2.                   | 9.                   | ▲ 2                  |
| 3.                   | Simona Halepová (ROU)           | 6 292                | 20                   | 11.                  | 2.                   | 11.                  | ▲ 8                  |
| 4.                   | Petra Kvitová (CZE)             | 5 966                | 19                   | 6.                   | 3.                   | 9.                   | ▲ 2                  |
| 5.                   | Ana Ivanovićová (SRB)           | 4 820                | 22                   | 16.                  | 5.                   | 14.                  | ▲ 11                 |
| 6.                   | Agnieszka Radwańská (POL)       | 4 810                | 21                   | 5.                   | 3.                   | 7.                   | ▼ 1                  |
| 7.                   | Eugenie Bouchardová (CAN)       | 4 715                | 23                   | 32.                  | 5.                   | 32.                  | ▲ 25                 |
| 8.                   | Caroline Wozniacká (DEN)        | 4 625                | 20                   | 10.                  | 7.                   | 18.                  | ▲ 2                  |
| 9.                   | Li Na (CHN)                     | 3 970                | 14                   | 3                    | 2.                   | 9.                   | ▼ 6                  |
| 10.                  | Angelique Kerberová (GER)       | 3 480                | 22                   | 9.                   | 6.                   | 10.                  | ▼ 1                  |
| 11.                  | Dominika Cibulková (SVK)        | 3 052                | 24                   | 23.                  | 10.                  | 24.                  | ▲ 12                 |
| 12.                  | Jekatěrina Makarovová (RUS)     | 2 920                | 20                   | 24.                  | 11.                  | 28.                  | ▲ 12                 |
| 13.                  | Flavia Pennettaová (ITA)        | 2 861                | 20                   | 31.                  | 11.                  | 31.                  | ▲ 18                 |
| 14.                  | Andrea Petkovicová (GER)        | 2 780                | 25                   | 39.                  | 14.                  | 40.                  | ▲ 25                 |
| 15.                  | Sara Erraniová (ITA)            | 2 775                | 23                   | 7.                   | 7.                   | 15.                  | ▼ 8                  |
| 16.                  | Jelena Jankovićová (SRB)        | 2 675                | 22.                  | 8.                   | 6.                   | 16.                  | ▼ 8                  |
| 17.                  | Lucie Šafářová (CZE)            | 2 615                | 24                   | 29.                  | 14.                  | 29.                  | ▲ 12                 |
| 18.                  | Carla Suárezová Navarrová (ESP) | 2 410                | 25.                  | 17.                  | 14.                  | 19.                  | ▼ 1                  |
| 19.                  | Venus Williamsová (USA)         | 2 270                | 18                   | 49.                  | 18.                  | 49.                  | ▲ 30                 |
| 20.                  | Alizé Cornetová (FRA)           | 2 255                | 24                   | 27.                  | 20.                  | 27.                  | ▲ 7                  |

#### Světové jedničky
| Světová jednička         | Datum nástupu       | Datum odchodu     |
| ------------------------ | ------------------- | ----------------- |
| Serena Williamsová (USA) | začátek sezóny 2014 | konec sezóny 2014 |

### Čtyřhra
Tabulky uvádí 10 nejvýše postavených párů na závěrečném žebříčku WTA Championships Race, určující postup na Turnaj mistryň a 10 nejvýše postavených hráček na konečném žebříčku WTA ve čtyřhře sezóny 2014. 
| Žebříček párů WTA Race | Žebříček párů WTA Race                                      | Žebříček párů WTA Race | Žebříček párů WTA Race | Žebříček párů WTA Race |
| Poř.                   | pár (✓ – kvalifikován)                                      | body                   | turnajů                |                        |
| ---------------------- | ----------------------------------------------------------- | ---------------------- | ---------------------- | ---------------------- |
| 1.                     | Roberta Vinciová (ITA) ✓ Sara Erraniová (ITA)               | 9 315                  | 18                     |                        |
| 2.                     | Sie Šu-wej (TPE) ✓ Pcheng Šuaj (CHN)                        | 5 262                  | 12                     |                        |
| 3.                     | Cara Blacková (ZIM) ✓ Sania Mirzaová (IND)                  | 5 185                  | 21                     |                        |
| 4.                     | Jelena Vesninová (RUS) ✓ Jekatěrina Makarovová (RUS)        | 5 130                  | 13                     |                        |
| 5.                     | Raquel Kops-Jonesová (USA) ✓ Abigail Spearsová (USA)        | 4 240                  | 21                     |                        |
| 6.                     | Květa Peschkeová (CZE) ✓ Katarina Srebotniková (SLO)        | 3 950                  | 18                     |                        |
| 7.                     | Carla Suárezová Navarrová (ESP) ✓ Garbiñe Muguruzaová (ESP) | 3 515                  | 12                     |                        |
| 8.                     | Alla Kudrjavcevová (RUS) ✓ Anastasia Rodionovová (AUS)      | 3 410                  | 21                     |                        |
| 9.                     | Martina Hingisová (SUI) Flavia Pennettaová (ITA)            | 3 346                  | 8                      |                        |
| 10.                    | Anabel Medina Garriguesová (ESP) Jaroslava Švedovová (KAZ)  | 2 625                  | 16                     |                        |

| 1.  | Sara Erraniová (ITA)            | 9 585 | 1.   | ▬     |
| 1.  | Roberta Vinciová (ITA)          | 9 585 | 1.   | ▬     |
| 3.  | Pcheng Šuaj (CHN)               | 7 800 | 4.   | ▼ 1   |
| 4.  | Cara Blacková (ZIM)             | 6 775 | 13.  | ▲ 9   |
| 5.  | Sie Šu-wej (TPE)                | 6 510 | 3.   | ▼ 2   |
| 6.  | Sania Mirzaová (IND)            | 6 470 | 9.   | ▲ 3   |
| 7.  | Jelena Vesninová (RUS)          | 5 580 | 5.   | ▼ 12  |
| 7.  | Jekatěrina Makarovová (RUS)     | 5 500 | 7.   | ▬     |
| 9.  | Květa Peschkeová (CZE)          | 5 000 | 16.  | ▲ 7   |
| 10. | Katarina Srebotniková (SLO)     | 4 630 | 6.   | ▼ 4   |
| 11. | Martina Hingisová (SUI)         | 4 575 | 180. | ▲ 169 |
| 12. | Raquel Kops-Jonesová (USA)      | 4 515 | 23.  | ▲ 11  |
| 12. | Abigail Spearsová (USA)         | 4 515 | 23.  | ▲ 11  |
| 14. | Flavia Pennettaová (ITA)        | 4 200 | 32.  | ▲ 18  |
| 15. | Garbiñe Muguruzaová (ESP)       | 4 045 | 153. | ▲ 138 |
| 16. | Andrea Hlaváčková (CZE)         | 4 030 | 11.  | ▼ 5   |
| 17. | Kristina Mladenovicová (FRA)    | 3 945 | 19.  | ▲ 2   |
| 18. | Alla Kudrjavcevová (RUS)        | 3 915 | 31.  | ▲ 13  |
| 18  | Anastasia Rodionovová (AUS)     | 3 915 | 26.  | ▲ 8   |
| 20. | Carla Suárezová Navarrová (ESP) | 3 870 | 58.  | ▲ 38  |

#### Světové jedničky
| Světová jednička                            | Datum nástupu       | Datum odchodu     |
| ------------------------------------------- | ------------------- | ----------------- |
| Sara Erraniová (ITA) Roberta Vinciová (ITA) | začátek sezóny 2014 | 16. února 2014    |
| Pcheng Šuaj (CHN)                           | 17 February 2014    | 11. května 2014   |
| Pcheng Šuaj (CHN) Sie Šu-wej (TPE)          | 12. května 2014     | 18. května 2014   |
| Pcheng Šuaj (CHN)                           | 19. května 2014     | 8. června         |
| Pcheng Šuaj (CHN) Sie Šu-wej (TPE)          | 9. června 2014      | 6. července 2014  |
| Sara Erraniová (ITA) Roberta Vinciová (ITA) | 7. července 2014    | konec sezóny 2014 |

## Herní parametry
Statistiky hráček ve sledovaných herních parametrech k závěru sezóny 10. listopadu 2014.
| Esa | Esa                | Esa | Esa |
| P   | hráčka             | esa | z   |
| --- | ------------------ | --- | --- |
| 1.  | Serena Williamsová | 452 | 60  |
| 2.  | Karolína Plíšková  | 435 | 68  |
| 3.  | Coco Vandewegheová | 306 | 36  |
| 4.  | Lucie Šafářová     | 272 | 59  |
| 5.  | Petra Kvitová      | 263 | 55  |
| 6.  | Sabine Lisická     | 245 | 45  |
| 7.  | Madison Keysová    | 235 | 48  |
| 8.  | Samantha Stosurová | 234 | 53  |
| 9.  | Ana Ivanovićová    | 231 | 75  |
| 10. | Venus Williamsová  | 222 | 46  |

| Vítězné hry na podání | Vítězné hry na podání | Vítězné hry na podání | Vítězné hry na podání |
| P                     | hráčka                | %                     | z                     |
| --------------------- | --------------------- | --------------------- | --------------------- |
| 1.                    | Serena Williamsová    | 81,7                  | 44                    |
| 2.                    | Coco Vandewegheová    | 80,5                  | 25                    |
| 3.                    | Lucie Šafářová        | 76,0                  | 45                    |
| 4.                    | Petra Kvitová         | 74,6                  | 36                    |
| 5.                    | Caroline Wozniacká    | 73,8                  | 46                    |
| 6.                    | Simona Halepová       | 73,6                  | 49                    |
| 7.                    | Li Na                 | 73,3                  | 35                    |
| 8.                    | Karolína Plíšková     | 73,2                  | 44                    |
| 9.                    | Samantha Stosurová    | 72,9                  | 36                    |
| 10.                   | Venus Williamsová     | 72,7                  | 35                    |

| Úspěšnost 1. podání | Úspěšnost 1. podání    | Úspěšnost 1. podání | Úspěšnost 1. podání |
| P                   | Hráčka                 | %                   | z                   |
| ------------------- | ---------------------- | ------------------- | ------------------- |
| 1.                  | Sara Erraniová         | 80,7                | 48                  |
| 2.                  | Kurumi Naraová         | 74,3                | 37                  |
| 3.                  | Annika Becková         | 72,7                | 51                  |
| 4.                  | Carla Suárez Navarrová | 71,8                | 29                  |
| 5.                  | Čeng Ťie               | 70,9                | 32                  |
| 6.                  | Jana Čepelová          | 70,3                | 20                  |
| 7.                  | Teliana Pereirová      | 70,3                | 17                  |
| 8.                  | Caroline Wozniacká     | 70,3                | 46                  |
| 9.                  | Andrea Petkovicová     | 69,9                | 44                  |
| 10.                 | Yvonne Meusburgerová   | 69,9                | 33                  |

| Vítězné body po 1. podání | Vítězné body po 1. podání  | Vítězné body po 1. podání | Vítězné body po 1. podání |
| P                         | hráčka                     | %                         | z                         |
| ------------------------- | -------------------------- | ------------------------- | ------------------------- |
| 1.                        | Coco Vandewegheová         | 76,3                      | 25                        |
| 2.                        | Serena Williamsová         | 75,1                      | 44                        |
| 3.                        | Venus Williamsová          | 70,6                      | 35                        |
| 4.                        | Karolína Plíšková          | 70,0                      | 44                        |
| 5.                        | Lucie Šafářová             | 69,5                      | 45                        |
| 6.                        | Camila Giorgiová           | 68,5                      | 31                        |
| 7.                        | Anastasija Pavljučenkovová | 68,3                      | 35                        |
| 8.                        | Petra Kvitová              | 68,0                      | 36                        |
| 9.                        | Madison Keysová            | 68,0                      | 38                        |
| 10.                       | Maria Šarapovová           | 67,7                      | 47                        |

| Vítězné body po 2. podání | Vítězné body po 2. podání | Vítězné body po 2. podání | Vítězné body po 2. podání |
| P                         | hráčka                    | %                         | z                         |
| ------------------------- | ------------------------- | ------------------------- | ------------------------- |
| 1.                        | Samantha Stosurová        | 50,3                      | 53                        |
| 2.                        | Serena Williamsová        | 50,3                      | 60                        |
| 3.                        | Alison Van Uytvancková    | 50,1                      | 29                        |
| 4.                        | Petra Kvitová             | 49,9                      | 55                        |
| 5.                        | Simona Halepová           | 49,6                      | 62                        |
| 6.                        | Ana Ivanovićová           | 49,1                      | 75                        |
| 7.                        | Casey Dellacquová         | 49,1                      | 43                        |
| 8.                        | Madison Keysová           | 49,1                      | 48                        |
| 9.                        | Li Na                     | 48,7                      | 35                        |
| 10.                       | Sílvia Soler Espinosová   | 48,5                      | 39                        |

| Odvrácené brejkboly | Odvrácené brejkboly        | Odvrácené brejkboly | Odvrácené brejkboly |
| P                   | hráčka                     | %                   | z                   |
| ------------------- | -------------------------- | ------------------- | ------------------- |
| 1.                  | Serena Williamsová         | 63,2                | 50                  |
| 2.                  | Lucie Šafářová             | 61,5                | 49                  |
| 3.                  | Angelique Kerberová        | 60,7                | 56                  |
| 4.                  | Barbora Záhlavová-Strýcová | 60,4                | 41                  |
| 5.                  | Li Na                      | 60,2                | 35                  |
| 6.                  | Dominika Cibulková         | 59,6                | 45                  |
| 7.                  | Viktoria Azarenková        | 59,5                | 22                  |
| 8.                  | Garbiñe Muguruzaová        | 59,3                | 48                  |
| 9.                  | Caroline Wozniacká         | 59,3                | 54                  |
| 10.                 | Jelena Jankovićová         | 59,2                | 54                  |

| Proměněné brejkboly | Proměněné brejkboly        | Proměněné brejkboly | Proměněné brejkboly |
| P                   | hráčka                     | %                   | z                   |
| ------------------- | -------------------------- | ------------------- | ------------------- |
| 1.                  | Monica Niculescuová        | 55,6                | 30                  |
| 2.                  | Čeng Ťie                   | 54,3                | 21                  |
| 3.                  | Simona Halepová            | 52,9                | 49                  |
| 4.                  | Paula Ormaecheaová         | 52,8                | 25                  |
| 5.                  | Li Na                      | 52,8                | 35                  |
| 6.                  | Chanelle Scheepersová      | 52,3                | 28                  |
| 7.                  | Maria Šarapovová           | 52,3                | 47                  |
| 8.                  | Serena Williamsová         | 51,7                | 44                  |
| 9.                  | María Teresa Torró Florová | 51,5                | 22                  |
| 10.                 | Heather Watsonová          | 51,3                | 19                  |

| Vítězné body na příjmu po 1. podání | Vítězné body na příjmu po 1. podání | Vítězné body na příjmu po 1. podání | Vítězné body na příjmu po 1. podání |
| P                                   | hráčka                              | %                                   | z                                   |
| ----------------------------------- | ----------------------------------- | ----------------------------------- | ----------------------------------- |
| 1.                                  | Sara Erraniová                      | 43,8                                | 48                                  |
| 2.                                  | Monica Niculescuová                 | 43,5                                | 30                                  |
| 3.                                  | Simona Halepová                     | 43,0                                | 49                                  |
| 4.                                  | Chanelle Scheepersová               | 42,9                                | 28                                  |
| 5.                                  | Agnieszka Radwańská                 | 42,8                                | 53                                  |
| 6.                                  | Carla Suárez Navarrová              | 42,3                                | 59                                  |
| 7.                                  | Annika Becková                      | 42,3                                | 33                                  |
| 8.                                  | Klára Koukalová                     | 41,6                                | 24                                  |
| 9.                                  | Li Na                               | 41,4                                | 35                                  |
| 10.                                 | Čeng Ťie                            | 41,4                                | 21                                  |

| Vítězné hry na příjmu | Vítězné hry na příjmu  | Vítězné hry na příjmu | Vítězné hry na příjmu |
| P                     | hráčka                 | %                     | z                     |
| --------------------- | ---------------------- | --------------------- | --------------------- |
| 1.                    | Chanelle Scheepersová  | 48,8                  | 28                    |
| 2.                    | Simona Halepová        | 48,7                  | 49                    |
| 3.                    | Agnieszka Radwańská    | 47,4                  | 53                    |
| 4.                    | Sara Erraniová         | 46,3                  | 48                    |
| 5.                    | Maria Šarapovová       | 46,2                  | 47                    |
| 6.                    | Li Na                  | 46,0                  | 35                    |
| 7.                    | Monica Niculescuová    | 45,4                  | 30                    |
| 8.                    | Annika Becková         | 45,4                  | 33                    |
| 9.                    | Dominika Cibulková     | 45,1                  | 43                    |
| 10.                   | Carla Suárez Navarrová | 45,0                  | 59                    |

Legenda
- P – pořadí
- z – odehraných zápasů
- % – procentuální úspěšnost

## Výdělek tenistek
Serena Williamsová dosáhla nejvyššího sezónního výdělku popáté v kariéře a podruhé v řadě. Rovněž podruhé za sebou vydělala každá členka Top 25 více než 1 milion dolarů. Sara Erraniová s Robertou Vinciovou si připsaly 1 001 168 dolarů jen ze čtyřhry, čímž se staly prvními deblistkami v historii WTA, jejichž příjem v sezóně překročil milion dolarů.    
| Nejvyšší výdělky tenistek                                     | Nejvyšší výdělky tenistek | Nejvyšší výdělky tenistek | Nejvyšší výdělky tenistek | Nejvyšší výdělky tenistek | Nejvyšší výdělky tenistek | Nejvyšší výdělky tenistek |
| Poř.                                                          | tenistka                  | ve dvouhře                | ve čtyřhře                | v mixu                    | bonus                     | celkem v sezóně           |
| ------------------------------------------------------------- | ------------------------- | ------------------------- | ------------------------- | ------------------------- | ------------------------- | ------------------------- |
| 1.                                                            | Serena Williamsová (USA)  | 8 823 749 $ $             | 43 549 $                  | 0 $                       | 450 000 $                 | 9 317 298 $               |
| 2.                                                            | Maria Šarapovová (RUS)    | 5 439 357 $               | 0 $                       | 0 $                       | 400 000 $                 | 5 839 357 $               |
| 3.                                                            | Petra Kvitová (CZE)       | 4 845 342 $               | 7 894 $                   | 0 $                       | 350 000 $                 | 5 203 236 $               |
| 4.                                                            | Simona Halepová (ROU)     | 4 506 687 $               | 13 076 $                  | 0 $                       | 0 $                       | 4 519 763 $               |
| 5.                                                            | Li Na (CHN)               | 3 409 885 $               | 0 $                       | 0 $                       | 0 $                       | 3 409 885 $               |
| 6.                                                            | Caroline Wozniacká (DEN)  | 3 172 350 $               | 0 $                       | 0 $                       | 200 000 $                 | 3 372 350 $               |
| 7.                                                            | Eugenie Bouchardová (CAN) | 3 196 832 $               | 24 097 $                  | 0 $                       | 0 $                       | 3 220 929 $               |
| 8.                                                            | Agnieszka Radwańská (POL) | 2 745 411 $               | 0 $                       | 0 $                       | 450 000 $                 | 3 195 411 $               |
| 9.                                                            | Sara Erraniová (ITA)      | 1 363 388 $               | 1 001 168 $               | 0 $                       | 225 000 $                 | 2 589 556 $               |
| 10.                                                           | Flavia Pennettaová (ITA)  | 2 083 590 $               | 314 655 $                 | 0 $                       | 0 $                       | 2 398 245 $               |
| částky v amerických dolarech; aktualizováno 3. listopadu 2014 |                           |                           |                           |                           |                           |                           |

## Ukončení kariéry
Seznam uvádí tenistky (vítězky turnaje WTA, a/nebo ty, které byly klasifikovány alespoň jeden týden v Top 100 dvouhry a/nebo Top 100 čtyřhry žebříčku WTA), jež ohlásily ukončení profesionální kariéry, neodehrály za více než 52 uplynulých týdnů žádný turnaj, nebo jim byl v sezóně 2014 uložen stálý zákaz hraní:
- Gréta Arnová (* 13. dubna 1979 Budapešť, Maďarsko), profesionálka od roku 1997, nejvýše postavená ve dvouhře žebříčku WTA na 40. místě v roce 2011. Odchod oznámila v lednu 2014.
- Sarah Borwellová (* 20. srpna 1979 Middlesbrough, Spojené království), profesionálka od roku 2002, nejvýše postavená ve dvouhře žebříčku WTA na 199. místě v roce 2006 a ve čtyřhře pak na 62. příčce roku 2010.
- Catalina Castañová (* 7. července 1979 Pereira, Kolumbie), profesionálka od roku 1998, nejvýše postavená ve dvouhře žebříčku WTA na 35. místě v jeho vydání z 10. července 2006 a ve čtyřhře pak na 71. příčce v aktualizaci z 8. července 2013. Na okruhu WTA Tour vyhrála dva deblové tituly. Kariéru ukončila ve 35 letech v důsledku diagnostikovaného karcinomu prsu.
- Christina Fusanová (* 27. listopadu 1980 Sacramento, Spojené státy), profesionálka od roku 2003, nejvýše postavená ve dvouhře žebříčku WTA na 417. místě v roce 2005 a ve čtyřhře pak na 84. místě.
- Edina Gallovitsová-Hallová (* 10. prosince 1984 Temešvár, Rumunsko), profesionálka od roku 1999, nejvýše postavená ve dvouhře žebříčku WTA na 54. místě v roce 2008 a ve čtyřhře pak na 63. příčce v roku 2009. Na okruhu WTA Tour vyhrála tři deblové tituly. Konec kariéry oznámila po sérii poranění a rozhodla se zaměřit na trenérskou dráhu.
- Angela Haynesová (* 27. září 1984 Bellflower, Spojené státy), profesionálka od roku 2002, nejvýše postavená ve dvouhře žebříčku WTA na 95. místě v roce 2005 a ve čtyřhře pak na 86. místě roku 2008.
- Mervana Jugićová-Salkićová (* 14. května 1980 Zenica, Bosna a Hercegovina), profesionálka od roku 1999, nejvýše postavená ve dvouhře žebříčku WTA na 99. místě v roce 2004 a ve čtyřhře pak na 59. místě roku 2006.
- Lindsay Leeová-Watersová (* 28. června 1977 Oklahoma City, Spojené státy), profesionálka od roku 1994, nejvýše postavená ve dvouhře žebříčku WTA na 33. místě v roce 1996 a ve čtyřhře pak na 85. místě roku 2013.
- Sanda Mamićová (* 22. března 1985 Záhřeb, Chorvatsko), profesionálka od roku 2004, nejvýše postavená ve dvouhře žebříčku WTA na 83. místě.
- Iveta Melzerová (* 1. února 1983 Most, Československo), profesionálka od roku 1998, nejvýše postavená ve dvouhře žebříčku WTA na 29. místě v roce 2009 a ve čtyřhře pak na 17. příčce roku 2011. Na okruhu WTA Tour vyhrála dva singlové a čtrnáct deblových titulů. Na Grand Slamu si zahrála dvakrát osmifinále dvouhry, a to na Australian Open 2011 a 2012. V ženské čtyřhře se probojovala do čtvrtfinále na US Open 2011. Nejlepšího výsledku dosáhla v mixu, když s nastávajícím manželem Jürgenem Melzerem vyhráli Wimbledon 2011. Mezi lety 2002–2012 nastoupila ke třinácti mezistátním utkáním v českém fedcupovém týmu. Kariéru ukončila během srpna 2014 ve 31 letech.
- Jüan Meng (* 9. května 1986 Čchang-ša, Čínská lidová republika), profesionálka od roku 2003, nejvýše postavená ve dvouhře žebříčku WTA na 86. místě v roce 2008.
- Li Na (* 26. února 1982 Wu-chan, Chu-pej, Čínská lidová republika), profesionálka od roku 1999, bývalá světová dvojka (únor 2014). Vítězka dvou grandslamových turnajů – French Open 2011 a Australian Open 2014. V roce 2013 si zahrála finále Turnaje mistryň, kde podlehla Sereně Williamsové. Na okruhu WTA vyhrála celkem 9 turnajů ve dvouhře a dva ve čtyřhře. Ukončila kariéru v září 2014 v 32 letech kvůli dlouhodobým zdravotním problémům s koleny.
- Dinara Safinová (* 27. dubna 1986 Moskva, Rusko), profesionálka od roku 2000, bývalá světová jednička ve dvouhře – poprvé od 20. dubna 2009, na čele setrvala 26 týdnů; vítězka dvanácti singlových a devíti deblových turnajů WTA Tour. Spolu s bratrem Maratem Safinem jsou jedinou sourozeneckou dvojicí, jejíž oba členové se stali prvními hráči klasifikací ATP a WTA. Finalistka French Open 2008, Australian Open 2009 a French Open 2009, na nichž podlehla Aně Ivanovićové, Sereně Williamsové a Světlaně Kuzněcovové. Vítězka ženské čtyřhry na US Open 2007 s Nathalií Dechyovou. Na deblovém žebříčku byla nejváše psotavena na 8. místě 12. května 2008. Stříbrná olympijská medailistka z ženské dvouhry Pekingských her 2008. Poslední profesionální zápas odehrála na Mutua Madrid Open 2011, kde ji ve druhém kole vyřadila Julia Görgesová. Po tříleté přestávce se rozhodla ukončit kariéru na Mutua Madrid Open 2014.
- María José Martínezová Sánchezová (* 12. srpna 1982 Murcia, Španělsko), profesionálka od roku 1998, nejvýše postavená ve dvouhře žebříčku WTA na 19. místě v roce 2010 a ve čtyřhře pak na 5. místě v témže roce. Odchod učinila po French Open 2014.
- Meghann Shaughnessyová (* 13. dubna 1979 Richmond, Spojené státy), profesionálka od roku 1996, nejvýše postavená ve dvouhře žebříčku WTA na 11. místě v roce 2001 a ve čtyřhře pak na 4. místě roku 2005.
- Hana Šromová (* 10. dubna 1978 Kopřivnice, Československo), profesionálka od roku 1997, nejvýše postavená ve dvouhře žebříčku WTA na 87. místě v roce 2006 a ve čtyřhře pak na 63. místě roku 2006.
- Kathrin Wörleová-Schellerová (* 18. února 1984 Lindau, Německo), profesionálka od roku 2003, nejvýše postavená ve dvouhře žebříčku WTA na 119. místě v roce 2010 a ve čtyřhře pak na 99. místě roku 2011.

## Návrat
- Nicole Vaidišová (* 23. dubna 1989 Norimberk, Německo), profesionálka od roku 2003, nejvýše postavená ve dvouhře žebříku WTA na 7. místě v roce 2007 a ve čtyřhře pak na 128. místě roku 2006. Vítězka šesti turnajů na okruhu WTA a dvojnásobná grandslamová semifinalistka (French Open 2006 a Australian Open 2007). Do světového tenisu se vrátila na turnaji nižší kategorie ITF v Albuquerque, kde startuje na divokou kartu. První zápas po téměř pětileté pauze odehrála v prvním kole proti Kazašce Sesil Karatančevové, kterou zdolala ve dvou setech a mohla tak slavit vítězný návrat na kurty.[3]

## Úmrtí
- Elena Baltachová (14. srpna 1983 Kyjev, Sovětský svaz – 4. května 2014 Ipswich, Spojené království), profesionálka od roku 1997, na žebříčku WTA pro dvouhru nejvýše postavena na 49. místě v roce 2010 a ve čtyřhře na 213. místě roku 2005. V lednu 2014 jí byl diagnostikován karcinom jater. Zemřela ve věku 30 let.